# Lijst van Xbox 360-spellen
Dit is een lijst van spellen die verschenen zijn voor Xbox 360.

## 0-9
| Titel                            | Ontwikkelaar           | Uitgever          |
| -------------------------------- | ---------------------- | ----------------- |
| 'Splosion Man                    | Twisted Pixel Games    | Microsoft Studios |
| 007 Legends                      | Eurocom                | Activision        |
| 007: Quantum of Solace           | Treyarch               | Activision        |
| 0 Day Attack on Earth            | Gulti                  | Square Enix       |
| 0-D Beat Drop                    | Cyclone Zero           | Arc System Works  |
| 11eyes CrossOver                 | 5pb.                   | 5pb.              |
| 1 vs. 100                        | Microsoft Studios      | Microsoft Studios |
| 1942: Joint Strike               | Backbone Entertainment | Capcom            |
| 2006 FIFA World Cup              | EA Canada              | EA Sports         |
| 2010 FIFA World Cup South Africa | EA Canada              | EA Sports         |
| 2014 FIFA World Cup Brazil       | EA Canada              | EA Sports         |
| 3 on 3 NHL Arcade                | EA Canada              | Electronic Arts   |
| 3D Ultra Minigolf Adventures     | Wanako Studios         | Activision        |
| 3D Ultra Minigolf Adventures 2   | Wanako Studios         | Konami            |
| 50 Cent: Blood on the Sand       | Swordfish Studios      | THQ               |

## A
| Titel | Ontwikkelaar                 | Uitgever                        |
| --- | ---------------------------- | ------------------------------- |
| A Kingdom for Keflings | NinjaBee                     | Microsoft Studios               |
| A World of Keflings | NinjaBee                     | Microsoft Studios               |
| A.R.E.S.: Extinction Agenda EX | NinjaBee                     | Microsoft Studios               |
| A-Train HX | Artdink                      | 505 Games Artdink               |
| Absolute: Blazing Infinity | Idea Factory                 | Idea Factory                    |
| Abyss Odyssey | ACE Team                     | Atlus                           |
| AC/DC Live: Rock Band Track Pack | Harmonix                     | MTV Games                       |
| Ace Combat 6: Fires of Liberation | Namco Bandai Games           | Namco Bandai Games Atari        |
| Ace Combat: Assault Horizon | Namco Bandai Games           | Namco Bandai Games              |
| Aces of the Galaxy | Artech Digital Entertainment | Activision                      |
| Action Packed Bundle (Bloodforge, Dungeon Fighter LIVE: Fall of Hendon Myre, Islands of Wakfu, The Dishwasher: Vampire Smile, Unbound Saga) | Artech Digital Entertainment | Activision                      |
| Adventure Time: Explore the Dungeon Because I Don't Know!                                                                                   | WayForward Technologies      | D3 Publisher Namco Bandai Games |
| Adventure Time: The Secret of the Nameless Kingdom                                                                                          | WayForward Technologies      | Little Orbit                    |
| The Adventures of Shuggy | Smudged Cat Games            | Valcon Games                    |
| The Adventures of Tintin: The Secret of the Unicorn                                                                                         | Ubisoft Montpellier          | Ubisoft                         |
| Aegis Wing | Carbonated Games             | Microsoft Studios               |
| AFL Live | Big Ant Studios              | Tru Blu Entertainment           |
| AFL Live 2 | Big Ant Studios              | Tru Blu Entertainment           |
| Afro Samurai | Namco Bandai Games           | Surge                           |
| After Burner Climax | Sega                         | Sega                            |
| Agarest Senki Zero: Dawn of War | Compile Heart                | Idea Factory                    |
| Age of Booty | Certain Affinity             | Capcom                          |
| Air Conflicts: Secret Wars | Games Farm                   | bitComposer                     |
| Air Conflicts: Vietnam | Kalypso Media                | Kalypso Media                   |
| AirMech Arena | Carbon Games                 | Ubisoft                         |
| Akai Katana Shin | CAVE                         | CAVE                            |
| Akatsuki no Amaneka to Aoi Kyojin | Kogado Studio                | CyberFront                      |
| Alan Wake | Remedy Entertainment         | Microsoft Game Studios          |
| Alan Wake's American Nightmare | Remedy Entertainment         | Microsoft Studios               |
| Alarm für Cobra 11 - Burning Wheels | Synetic                      | RTL Enterprises                 |
| Alarm für Cobra 11: Highway Nights | Synetic                      | RTL Enterprises                 |
| Alice: Madness Returns | Spicy Horse                  | Electronic Arts                 |
| Alien Breed Episode 1: Evolution | Team 17                      | Mastertronic                    |
| Alien Breed Episode 2: Assault | Team 17                      | Mastertronic                    |
| Alien Breed Episode 3: Descent | Team 17                      | Mastertronic                    |
| Alien Breed Trilogy | Team 17                      | Mastertronic                    |
| Alien Hominid HD | The Behemoth                 | Microsoft Studios               |
| Alien: Isolation | Creative Assembly            | Sega                            |
| Alien Rage | CI Games                     | CI Games                        |
| Alien Spidy | Enigma Software Productions  | Kalypso Media                   |
| Aliens: Colonial Marines | Gearbox Software             | Sega                            |
| Aliens vs. Predator | Gearbox Software             | Sega                            |
| All Round Hunter | Beast Studios                | 505 Games                       |
| All Zombies Must Die! | Doublesix                    | Square Enix                     |
| All-Pro Football 2K8 | Visual Concepts              | 2K Sports                       |
| Alone in the Dark | Eden Studios                 | Atari                           |
| Alpha Protocol | Obsidian Entertainment       | Sega                            |
| Altered Beast | Sega                         | Sega                            |
| The Amazing Spider-Man | Beenox                       | Activision                      |
| The Amazing Spider-Man 2 | Beenox                       | Activision                      |
| America's Army: True Soldiers | Red Storm Entertainment      | Ubisoft                         |
| American Mensa Academy | Silverball Studios           | Square Enix                     |
| Amped 3 | 2K Sports                    | 2K Sports                       |
| Amy | VectorCell                   | Lexis Numérique                 |
| Anarchy Reigns | PlatinumGames                | Sega                            |
| Ancients of Ooga | NinjaBee                     | Microsoft Studios               |
| Angry Birds Star Wars | Rovio Entertainment          | Activision                      |
| Angry Birds Trilogy | Rovio Entertainment          | Activision                      |
| Anna: Extended Edition | Dreampainters                | Kasedo Games                    |
| Anomaly: Warzone Earth | 11 bit studios               | Piotr Musial                    |
| Apache: Air Assault | Gaijin Entertainment         | Activision                      |
| Apocalypse: Desire Next | Idea Factory                 | Idea Factory                    |
| Apples to Apples | ImaginEngine                 | THQ                             |
| Aqua | ImaginEngine                 | THQ                             |
| AquaZone: Life Simulator | Frontier Groove              | Frontier Groove                 |
| Arcana Heart 3 | Examu                        | Arc System Works                |
| Arcania: Gothic 4 | Spellbound Entertainment     | JoWood                          |
| Are You Smarter Than A 5th Grader? Game Time                                                                                                | Imaginengine                 | THQ                             |
| Are You Smarter Than a 5th Grader?: Make the Grade                                                                                          | Blitz Games                  | THQ                             |
| Arkadian Warriors | Wanako Studios               | Activision                      |
| Arkanoid Live! | Wanako Studios               | Activision                      |
| Armored Core 4 | From Software                | Sega 505 Games From Software    |
| Armored Core: For Answer | From Software                | Ubisoft                         |
| Armored Core V | From Software                | Namco Bandai Games America      |
| Armored Core: Verdict Day | From Software                | Namco Bandai                    |
| Army of Two | EA Montreal                  | EA Games                        |
| Army of Two: The 40th Day | EA Montreal                  | EA Games                        |
| Army of Two: The Devil's Cartel | Visceral Games               | EA Games                        |
| Ascend: Hand of Kul | Signal Studios               | Microsoft Studios               |
| Ashes Cricket 2009 | Transmission Games           | Codemasters                     |
| Assassin's Creed | Ubisoft Montreal             | Ubisoft                         |
| Assassin's Creed II | Ubisoft Montreal             | Ubisoft                         |
| Assassin's Creed III | Ubisoft Montreal             | Ubisoft                         |
| Assassin's Creed IV: Black Flag | Ubisoft Montreal             | Ubisoft                         |
| Assassin's Creed: Brotherhood | Ubisoft Montreal             | Ubisoft                         |
| Assassin's Creed Liberation HD | Ubisoft Montreal             | Ubisoft                         |
| Assassin's Creed: Revelations | Ubisoft Montreal             | Ubisoft                         |
| Assassin's Creed Rogue | Ubisoft Sofia                | Ubisoft                         |
| Assault Heroes | Wanako Studios               | Microsoft Studios               |
| Assault Heroes 2 | Wanako Studios               | Activision                      |
| Asterix at the Olympic Games | Etranges Libellules          | Atari                           |
| Asteroids/Asteroids Deluxe | Etranges Libellules          | Atari                           |
| AstroPop | PopCap Games                 | Microsoft Studios               |
| Asura's Wrath | CyberConnect2                | Capcom                          |
| Attack of the Movies 3D | Panic Button Games           | Majesco Entertainment           |
| Avatar: The Last Airbender - The Burning Earth                                                                                              | THQ                          | THQ                             |
| Awesomenauts | Ronimo Games                 | dtp entertainment               |
| Axel & Pixel | Silver Wish Games            | 2K Games                        |

## B
| Titel                                                                                        | Ontwikkelaar                                                                                          | Uitgever                                                                  |
| -------------------------------------------------------------------------------------------- | --- | ------------------------------------------------------------------------- |
| Babel Rising                                                                                 | Mando Productions                                                                                     | Ubisoft                                                                   |
| Backbreaker                                                                                  | NaturalMotion                                                                                         | 505 Games                                                                 |
| Backbreaker: Vengeance                                                                       | NaturalMotion                                                                                         | 505 Games                                                                 |
| Backyard Football 2010                                                                       | Humongous Entertainment                                                                               | Atari                                                                     |
| Backyard Sports: Rookie Rush                                                                 | Humongous Entertainment                                                                               | Atari                                                                     |
| Backyard Sports: Sandlot Sluggers                                                            | Humongous Entertainment                                                                               | Atari                                                                     |
| Baja: Edge of Control                                                                        | 2XL Games                                                                                             | THQ                                                                       |
| Bakugan Battle Brawlers                                                                      | NOW Production                                                                                        | Activision                                                                |
| Bakugan: Defenders of the Core                                                               | NOW Production                                                                                        | Activision                                                                |
| Band Hero                                                                                    | NeverSoft                                                                                             | RedOctane                                                                 |
| Band of Bugs                                                                                 | NinjaBee                                                                                              | Microsoft Studios                                                         |
| BandFuse: Rock Legends                                                                       | Realta Entertainment Group                                                                            | Mastiff                                                                   |
| Bang Bang Racing                                                                             | Digital Reality                                                                                       | Digital Reality                                                           |
| Bangai-O HD: Missile Fury                                                                    | Treasure                                                                                              | D3 Publisher                                                              |
| Banjo-Kazooie                                                                                | Rare Ltd./4J Studios                                                                                  | Microsoft Studios                                                         |
| Banjo-Kazooie: Nuts & Bolts                                                                  | Rare Ltd.                                                                                             | Microsoft Game Studios                                                    |
| Banjo-Tooie                                                                                  | Rare Ltd./4J Studios                                                                                  | Microsoft Studios                                                         |
| Bankshot Billiards 2                                                                         | PixelStorm                                                                                            | Microsoft Studios                                                         |
| Bass Pro Shops: The Hunt                                                                     | Piranha Games                                                                                         | Psyclone                                                                  |
| Bass Pro Shops: The Strike                                                                   | Griffin International                                                                                 | XS Games                                                                  |
| Bastion                                                                                      | Supergiant Games                                                                                      | Warner Bros. Interactive Entertainment                                    |
| Batman: Arkham Asylum                                                                        | Rocksteady Studios                                                                                    | Eidos Interactive Warner Bros. Interactive Entertainment DC Entertainment |
| Batman: Arkham City                                                                          | Rocksteady Studios                                                                                    | Warner Bros. Interactive Entertainment                                    |
| Batman: Arkham Origins                                                                       | Warner Bros. Games Montreal                                                                           | Warner Bros. Interactive Entertainment                                    |
| Batman: Arkham Origins Blackgate - Deluxe Edition                                            | Armature Studio                                                                                       | Warner Bros. Interactive Entertainment                                    |
| Battle Fantasia                                                                              | Arc System Works                                                                                      | Arc System Works                                                          |
| Battle: Los Angeles                                                                          | Live Action Studios                                                                                   | Konami                                                                    |
| Battle vs. Chess                                                                             | TopWare Interactive Gaijin Entertainment                                                              | SouthPeak Games                                                           |
| BattleBlock Theater                                                                          | The Behemoth                                                                                          | Microsoft Studios                                                         |
| Battlefield 1943                                                                             | Digital Illusions CE                                                                                  | Electronic Arts                                                           |
| Battlefield 2: Modern Combat                                                                 | Digital Illusions CE                                                                                  | EA Games                                                                  |
| Battlefield 3                                                                                | Digital Illusions CE                                                                                  | EA Games                                                                  |
| Battlefield 4                                                                                | Digital Illusions CE                                                                                  | EA Games                                                                  |
| Battlefield: Bad Company                                                                     | Digital Illusions CE                                                                                  | EA Games                                                                  |
| Battlefield: Bad Company 2                                                                   | Digital Illusions CE                                                                                  | EA Games                                                                  |
| Battleship                                                                                   | Double Helix Games                                                                                    | Activision                                                                |
| Battlestar Galactica                                                                         | Auran                                                                                                 | Sierra Entertainment                                                      |
| Battlestations: Midway                                                                       | Eidos Interactive                                                                                     | Eidos Interactive Spike                                                   |
| Battlestations: Pacific                                                                      | Eidos Hongarije                                                                                       | Eidos Interactive                                                         |
| Battlezone                                                                                   | Stainless Games                                                                                       | Atari                                                                     |
| Bayonetta                                                                                    | PlatinumGames                                                                                         | Sega                                                                      |
| Be a Hero Bundle (Fire Pro Wrestling, South Park Let's Go Tower Defense Play!, Torchlight)   | Human Entertainment, Spike, South Park Digital Studios, Doublesix, Xbox Live Productions, Runic Games | Microsoft Studios                                                         |
| Beat'n Groovy                                                                                | Voltex, Inc.                                                                                          | Konami                                                                    |
| The Beatles: Rock Band                                                                       | Harmonix                                                                                              | MTV Games                                                                 |
| Beautiful Katamari                                                                           | Namco Bandai Games                                                                                    | Namco Bandai Games                                                        |
| Beautiful Puzzle Pack (Ilomilo, Insanely Twisted Shadow Planet, Lazy Raiders, The Splatters) | Southend Interactive, Shadow Planet Productions, Sarbakan, SpikySnail Games                           | Microsoft Studios                                                         |
| Bee Movie Game                                                                               | Beenox                                                                                                | Activision                                                                |
| Beijing 2008                                                                                 | Eurocom                                                                                               | Sega                                                                      |
| Bejeweled 2                                                                                  | PopCap Games                                                                                          | Microsoft Studios                                                         |
| Bejeweled 3                                                                                  | PopCap Games                                                                                          | PopCap Games                                                              |
| Bejeweled Blitz Live                                                                         | PopCap Games                                                                                          | PopCap Games                                                              |
| Bellator: MMA Onslaught                                                                      | Kung Fu Factory                                                                                       | 345 Games                                                                 |
| Ben 10 Alien Force: The Rise of Hex                                                          | Black Lantern Studios                                                                                 | Konami                                                                    |
| Ben 10 Alien Force: Vilgax Attacks                                                           | Papaya Studios 1st Playable Productions                                                               | D3 Publisher                                                              |
| Ben 10 Ultimate Alien: Cosmic Destruction                                                    | Papaya Studios                                                                                        | D3 Publisher                                                              |
| Ben 10: Galactic Racing                                                                      | Monkey Bar Games                                                                                      | D3 Publisher                                                              |
| Ben 10: Omniverse                                                                            | Vicious Cycle Software                                                                                | D3 Publisher                                                              |
| Ben 10: Omniverse 2                                                                          | High Voltage Software                                                                                 | D3 Publisher                                                              |
| Beowulf: The Game                                                                            | Ubisoft                                                                                               | Ubisoft                                                                   |
| Beyond Good & Evil HD                                                                        | Ubisoft Shanghai                                                                                      | Ubisoft                                                                   |
| Big Bumpin'                                                                                  | Blitz Games                                                                                           | King Games                                                                |
| The Bigs                                                                                     | Blue Castle Games                                                                                     | 2K Sports                                                                 |
| The Bigs 2                                                                                   | Blue Castle Games                                                                                     | 2K Sports                                                                 |
| Binary Domain                                                                                | Ryū ga Gotoku Studios                                                                                 | Sega                                                                      |
| BioHazard: Revival Selection                                                                 | Capcom                                                                                                | Capcom                                                                    |
| Bionic Commando                                                                              | GRIN                                                                                                  | Capcom                                                                    |
| Bionic Commando Rearmed                                                                      | GRIN                                                                                                  | Capcom                                                                    |
| Bionic Commando Rearmed 2                                                                    | Fatshark                                                                                              | Capcom                                                                    |
| Bionicle Heroes                                                                              | Traveller's Tales                                                                                     | Eidos Interactive                                                         |
| BioShock                                                                                     | 2K Boston/2K Australia                                                                                | 2K Games Spike                                                            |
| BioShock 2                                                                                   | 2K Marin                                                                                              | 2K Games                                                                  |
| BioShock Infinite                                                                            | Irrational Games                                                                                      | 2K Games                                                                  |
| Birds of Steel                                                                               | Gaijin Entertainment                                                                                  | Konami                                                                    |
| Bit.Trip Presents Runner2: Future Legend of Rhythm Alien                                     | Gaijin Games                                                                                          | Aksys Games                                                               |
| Black College Football: The Xperience                                                        | Nerjyzed Entertainment                                                                                | Aspyr Media                                                               |
| Black Knight Sword                                                                           | Grasshopper Manufacture                                                                               | D3 Publisher                                                              |
| Blacklight: Tango Down                                                                       | Zombie Studios                                                                                        | Ignition Entertainment                                                    |
| BlackSite: Area 51                                                                           | Midway Games                                                                                          | Midway Games                                                              |
| Blackwater                                                                                   | Zombie Studios                                                                                        | 505 Games                                                                 |
| Blade Kitten                                                                                 | Krome Studios                                                                                         | Atari                                                                     |
| Blades of Time                                                                               | Gaijin Entertainment                                                                                  | Konami                                                                    |
| Bladestorm: The Hundred Years' War                                                           | Omega Force                                                                                           | KOEI                                                                      |
| BlazBlue: Calamity Trigger                                                                   | Arc System Works                                                                                      | Arc System Works                                                          |
| BlazBlue: Continuum Shift                                                                    | Arc System Works                                                                                      | Arc System Works                                                          |
| Blazing Angels: Squadrons of WWII                                                            | Ubisoft Romania                                                                                       | Ubisoft                                                                   |
| Blazing Angels 2: Secret Missions of WWII                                                    | Ubisoft Romania                                                                                       | Ubisoft                                                                   |
| Blazing Birds                                                                                | Vector 2 Games                                                                                        | Microsoft Studios                                                         |
| Bliss Island                                                                                 | PomPom Games                                                                                          | Codemasters                                                               |
| Blitz: The League                                                                            | Midway Games                                                                                          | Midway Games                                                              |
| Blitz: The League II                                                                         | Midway Games                                                                                          | Midway Games                                                              |
| Blood Bowl                                                                                   | Cyanide                                                                                               | Focus Home Interactive                                                    |
| Blood Drive                                                                                  | Sidhe Interactive                                                                                     | Activision                                                                |
| Blood Knights                                                                                | Deck13 Interactive                                                                                    | Kalypso Media                                                             |
| Blood of the Werewolf                                                                        | Scientifically Proven                                                                                 | Midnight City                                                             |
| Bloodforge                                                                                   | Climax Group                                                                                          | Microsoft Studios                                                         |
| BloodRayne: Betrayal                                                                         | WayForward Technologies                                                                               | Majesco Entertainment                                                     |
| Bloody Good Time                                                                             | Outerlight                                                                                            | Ubisoft                                                                   |
| Blue Dragon                                                                                  | Mistwalker                                                                                            | Microsoft Game Studios                                                    |
| Blur                                                                                         | Bizarre Creations                                                                                     | Activision                                                                |
| Bodycount                                                                                    | Guildford Studio                                                                                      | Codemasters                                                               |
| Bolt                                                                                         | Avalanche Software                                                                                    | Disney Interactive Studios                                                |
| Bomberman: Act Zero                                                                          | Hudson Soft                                                                                           | Konami Hudson                                                             |
| Bomberman Live                                                                               | Backbone Entertainment                                                                                | Hudson Soft                                                               |
| Bomberman Live: Battlefest                                                                   | Pi Studios                                                                                            | Hudson Soft                                                               |
| Boogie Bunnies                                                                               | Artech Digital Entertainment                                                                          | Activision                                                                |
| Boom Boom Rocket                                                                             | Bizarre Creations                                                                                     | Electronic Arts                                                           |
| Borderlands                                                                                  | Gearbox Software                                                                                      | 2K Games                                                                  |
| Borderlands 2                                                                                | Gearbox Software                                                                                      | 2K Games                                                                  |
| Borderlands: The Pre-Sequel                                                                  | 2K Australia                                                                                          | 2K Games                                                                  |
| Boulder Dash-XL                                                                              | Catnip Games                                                                                          | Kalypso Media                                                             |
| Bound by Flame                                                                               | Spiders                                                                                               | Focus Home Interactive                                                    |
| The Bourne Conspiracy                                                                        | High Moon Studios                                                                                     | Sierra Entertainment                                                      |
| Braid                                                                                        | Number None, Inc.                                                                                     | Microsoft Studios                                                         |
| Brain Challenge                                                                              | Gameloft                                                                                              | Microsoft Studios                                                         |
| Brave                                                                                        | Behaviour Interactive                                                                                 | Disney Interactive Studios                                                |
| Brave: A Warrior's Tale                                                                      | Collision Studios                                                                                     | Evolved Games                                                             |
| Breach                                                                                       | Atomic Games                                                                                          | Atomic Games                                                              |
| Brian Lara International Cricket 2007                                                        | Codemasters                                                                                           | Codemasters                                                               |
| The Bridge                                                                                   | Ty Taylor en Mario Castañeda                                                                          | Midnight City                                                             |
| Brink                                                                                        | Splash Damage                                                                                         | Bethesda Softworks                                                        |
| Brothers: A Tale of Two Sons                                                                 | Starbreeze Studios                                                                                    | 505 Games                                                                 |
| Brothers in Arms: Hell's Highway                                                             | Gearbox Software                                                                                      | Ubisoft                                                                   |
| Brunswick Pro Bowling                                                                        | FarSight Studios                                                                                      | Crave Entertainment                                                       |
| Brütal Legend                                                                                | Double Fine Productions                                                                               | Vivendi                                                                   |
| Bubble Bobble Neo!                                                                           | Taito Corporation                                                                                     | Taito Corporation                                                         |
| Buku Sudoku                                                                                  | Absolutist                                                                                            | Microsoft Studios                                                         |
| Bullet Soul                                                                                  | 5pb.                                                                                                  | 5pb.                                                                      |
| Bulletstorm                                                                                  | People Can Fly                                                                                        | Electronic Arts                                                           |
| Bullet Witch                                                                                 | Cavia inc.                                                                                            | Atari AQ Interactive                                                      |
| Bully: Scholarship Edition                                                                   | Rockstar New England                                                                                  | Rockstar Games                                                            |
| The Bureau: XCOM Declassified                                                                | 2K Marin, 2K Australia, 2K China                                                                      | 2K Games                                                                  |
| BurgerTime World Tour                                                                        | Frozen Codebase                                                                                       | Konami                                                                    |
| Burnout Crash!                                                                               | Criterion Games                                                                                       | Electronic Arts                                                           |
| Burnout Paradise                                                                             | Criterion Games                                                                                       | Electronic Arts                                                           |
| Burnout Revenge                                                                              | Criterion Games                                                                                       | Electronic Arts                                                           |

## C
| Titel                                                  | Ontwikkelaar                          | Uitgever                                             |
| ------------------------------------------------------ | ------------------------------------- | ---------------------------------------------------- |
| Cabela's Adventure Camp                                | Cauldron                              | Activision                                           |
| Cabela's African Adventures                            | FUN Labs                              | Activision                                           |
| Cabela's African Safari                                | FUN Labs                              | Activision                                           |
| Cabela's Alaskan Adventures                            | FUN Labs                              | Activision                                           |
| Cabela's Big Game Hunter                               | FUN Labs                              | Activision                                           |
| Cabela's Big Game Hunter 2010                          | Cauldron                              | Activision                                           |
| Cabela's Big Game Hunter 2012                          | Cauldron                              | Activision                                           |
| Cabela's Dangerous Hunts 2009                          | FUN Labs                              | Activision                                           |
| Cabela's Dangerous Hunts 2011                          | Cauldron                              | Activision                                           |
| Cabela's Dangerous Hunts 2013                          | Cauldron                              | Activision                                           |
| Cabela's Hunting Expeditions                           | FUN Labs                              | Activision                                           |
| Cabela's North American Adventures                     | Activision                            | Activision                                           |
| Cabela's Outdoor Adventures                            | Activision                            | Activision                                           |
| Cabela's Survival: Shadows of Katmai                   | FUN Labs                              | Activision                                           |
| Cabela's Trophy Bucks                                  | FUN Labs                              | Activision                                           |
| Call of Duty 2                                         | Infinity Ward                         | Activision                                           |
| Call of Duty 3                                         | Treyarch                              | Activision                                           |
| Call of Duty 4: Modern Warfare                         | Infinity Ward                         | Activision                                           |
| Call of Duty: Advanced Warfare                         | High Moon Studios                     | Activision                                           |
| Call of Duty: Black Ops                                | Treyarch                              | Activision Blizzard                                  |
| Call of Duty: Black Ops II                             | Treyarch                              | Activision Blizzard                                  |
| Call of Duty: Black Ops III                            | Treyarch                              | Activision Blizzard                                  |
| Call of Duty: Classic                                  | Infinity Ward                         | Activision                                           |
| Call of Duty: Ghosts                                   | Infinity Ward                         | Activision                                           |
| Call of Duty: Modern Warfare 2                         | Infinity Ward                         | Activision                                           |
| Call of Duty: Modern Warfare 3                         | Infinity Ward Sledgehammer Games      | Activision                                           |
| Call of Duty: World at War                             | Treyarch                              | Activision Blizzard                                  |
| Call of Juarez                                         | Techland                              | Ubisoft                                              |
| Call of Juarez: Bound in Blood                         | Techland                              | Ubisoft                                              |
| Call of Juarez: Gunslinger                             | Techland                              | Ubisoft                                              |
| Call of Juarez: The Cartel                             | Techland                              | Ubisoft                                              |
| Capcom Arcade Cabinet                                  | Capcom                                | Capcom                                               |
| Capcom Digital Collection                              | Capcom                                | Capcom                                               |
| Capcom Platinum Hits Triple Pack                       | Capcom                                | Capcom                                               |
| Capsized                                               | Alientrap                             | Bandai Namco Games                                   |
| Captain America: Super Soldier                         | Next Level Games                      | Sega                                                 |
| Carcassonne                                            | Sierra Entertainment                  | Microsoft Studios                                    |
| Carrier Command: Gaea Mission                          | Bohemia Interactive                   | Bohemia Interactive, Mastertronic, Rising Star Games |
| Cars                                                   | Rainbow Studios                       | THQ                                                  |
| Cars 2                                                 | Rainbow Studios                       | THQ                                                  |
| Cars Mater-National Championship                       | Rainbow Studios                       | THQ                                                  |
| Cars Race-O-Rama                                       | Incinerator Studios Tantalus Media    | THQ                                                  |
| Cartoon Network: Punch Time Explosion                  | Papaya Studio                         | Crave Entertainment                                  |
| Castle Crashers                                        | The Behemoth                          | Microsoft Studios                                    |
| Castle of Illusion Starring Mickey Mouse               | Sega Studios Australia                | Sega                                                 |
| Castle of Shikigami III                                | Alfa System                           | Arc System Works                                     |
| CastleStorm                                            | Zen Studios                           | Microsoft Studios                                    |
| Castlevania: Harmony of Despair                        | Konami                                | Konami                                               |
| Castlevania: Lords of Shadow                           | MercurySteam, Kojima Productions      | Konami                                               |
| Castlevania: Lords of Shadow 2                         | MercurySteam, Kojima Productions      | Konami                                               |
| Castlevania: Lords of Shadow – Mirror of Fate HD       | MercurySteam                          | Konami                                               |
| Castlevania: Symphony of the Night                     | Konami, Digital Eclipse               | Konami                                               |
| Catan                                                  | Big Huge Games                        | Microsoft Studios                                    |
| The Cave                                               | Double Fine Productions               | Sega                                                 |
| Catherine                                              | Atlus                                 | Atlus, Deep Silver                                   |
| CellFactor: Psychokinetic Wars                         | Immersion Games, Timeline Interactive | Ubisoft                                              |
| Centipede & Millipede                                  | Stainless Games, Atari                | Atari                                                |
| Championship Manager 2007                              | Beautiful Game                        | Eidos Interactive                                    |
| Chaos;Head Love Chu Chu!                               | 5pb.                                  | 5pb.                                                 |
| Chaos;Head Noah                                        | 5pb.                                  | 5pb.                                                 |
| Chaotic: Shadow Warriors                               | Activision                            | Activision                                           |
| Charlie Murder                                         | Ska Studios                           | Microsoft Studios                                    |
| Chessmaster Live                                       | Ubisoft                               | Ubisoft                                              |
| Child of Eden                                          | Q Entertainment                       | Ubisoft                                              |
| Child of Light                                         | Ubisoft                               | Ubisoft                                              |
| Chime                                                  | Ubisoft                               | Ubisoft                                              |
| Chivalry: Medieval Warfare                             | Torn Banner Studios                   | Activision                                           |
| Choplifter HD                                          | InXile Entertainment                  | Konami                                               |
| Chromehounds                                           | From Software                         | Sega                                                 |
| The Chronicles of Narnia: Prince Caspian               | Traveller's Tales                     | Disney Interactive Studios                           |
| The Chronicles of Riddick: Assault on Dark Athena      | Starbreeze Studios                    | Vivendi Games                                        |
| Civilization Revolution                                | Firaxis Games                         | 2K Games                                             |
| Clannad                                                | Key                                   | Prototype                                            |
| Clash of the Titans                                    | Namco Bandai Games                    | Namco Bandai Games                                   |
| Clive Barker's Jericho                                 | Codemasters                           | Codemasters                                          |
| Cloning Clyde                                          | NinjaBee                              | Microsoft Studios                                    |
| Cloudberry Kingdom                                     | Pwnee Studios                         | Ubisoft                                              |
| Cloudy with a Chance of Meatballs                      | Ubisoft Shanghai                      | Ubisoft                                              |
| The Club                                               | Bizarre Creations                     | Sega                                                 |
| Coffeetime Crosswords                                  | Voltex, Inc.                          | Konami                                               |
| Colin McRae: DiRT                                      | Codemasters                           | Codemasters                                          |
| Colin McRae: DiRT 2                                    | Codemasters                           | Codemasters                                          |
| College Hoops 2K6                                      | 2K Sports                             | 2K Sports                                            |
| College Hoops 2K7                                      | 2K Sports                             | 2K Sports                                            |
| College Hoops 2K8                                      | 2K Sports                             | 2K Sports                                            |
| Comic Jumper: The Adventures of Captain Smiley         | Twisted Pixel Games                   | Microsoft Studios                                    |
| Comix Zone                                             | Backbone Entertainment                | Sega                                                 |
| Command & Conquer 3: Kane's Wrath                      | EA Los Angeles                        | EA Games                                             |
| Command & Conquer 3: Tiberium Wars                     | EA Los Angeles                        | EA Games                                             |
| Command & Conquer: Red Alert 3                         | EA Los Angeles                        | EA Games                                             |
| Command & Conquer: Red Alert 3 – Commander's Challenge | EA Los Angeles                        | Electronic Arts                                      |
| Commanders: Attack of the Genos                        | Southend Interactive                  | Sierra Online                                        |
| Conan                                                  | Nihilistic Software                   | THQ                                                  |
| Condemned: Criminal Origins                            | Monolith Productions                  | Sega                                                 |
| Condemned 2: Bloodshot                                 | Monolith Productions                  | Sega                                                 |
| Conflict: Denied Ops                                   | Pivotal Games                         | Eidos Interactive                                    |
| Constant C                                             | International Games System            | Mages                                                |
| Contra                                                 | International Games System            | Mages                                                |
| Contrast                                               | International Games System            | Mages                                                |
| The Conveni 200X                                       | Hamster                               | Masterpiece                                          |
| Costume Quest                                          | Double Fine Productions               | THQ                                                  |
| Costume Quest 2                                        | Double Fine Productions               | Midnight City                                        |
| Counter-Strike: Global Offensive                       | Valve Corporation                     | Valve Corporation                                    |
| Crackdown                                              | Real Time Worlds                      | Microsoft Game Studios                               |
| Crackdown 2                                            | Ruffian Games                         | Microsoft Game Studios                               |
| Crash: Mind over Mutant                                | Radical Entertainment                 | Sierra Entertainment                                 |
| Crash of the Titans                                    | Radical Entertainment                 | Sierra Entertainment                                 |
| Crash Time II                                          | Synetic                               | RTL Games                                            |
| Crazy Machines Elements                                | FAKT Software                         | dtp entertainment                                    |
| Crazy Taxi                                             | Sega Studios                          | Sega                                                 |
| CrazyMouse                                             | Ultizen Games                         | Microsoft Studios                                    |
| Create                                                 | EA Bright Light                       | Electronic Arts                                      |
| The Crew                                               | Asobo Studio                          | Ubisoft                                              |
| Crimson Alliance                                       | Certain Affinity                      | Microsoft Studios                                    |
| Crysis                                                 | Crytek                                | Electronic Arts                                      |
| Crysis 2                                               | Crytek                                | Electronic Arts                                      |
| Crysis 3                                               | Crytek                                | Electronic Arts                                      |
| Crystal Defenders                                      | Square Enix                           | Square Enix                                          |
| Crystal Quest                                          | Stainless Games                       | Microsoft Studios                                    |
| CSI: Deadly Intent                                     | Telltale Games                        | Ubisoft                                              |
| CSI: Fatal Conspiracy                                  | Telltale Games                        | Ubisoft                                              |
| CSI: Hard Evidence                                     | Telltale Games                        | Ubisoft                                              |
| Culdcept Saga                                          | Omiya Soft Jamsworks                  | Namco Bandai Games                                   |
| The Cursed Crusade                                     | Kylotonn Games                        | Atlus                                                |
| Cyber Troopers Virtual-On Force                        | Hitmaker                              | Sega                                                 |
| Cyber Troopers Virtual-On: Operation Moongate          | Sega AM3                              | Sega                                                 |
| Cyber Troopers Virtual-On Oratorio Tangram             | Sega AM2                              | Sega                                                 |
| Cyberball 2072                                         | Midway Games, Digital Eclipse         | Midway Games                                         |

## D
| Titel                                                | Ontwikkelaar                          | Uitgever                                     |
| ---------------------------------------------------- | ------------------------------------- | -------------------------------------------- |
| Damnation                                            | Blue Omega                            | Codemasters                                  |
| Dance Dance Revolution Universe                      | Konami                                | Konami                                       |
| Dance Dance Revolution Universe 2                    | Konami                                | Konami                                       |
| Dance Dance Revolution Universe 3                    | Konami                                | Konami                                       |
| Dance! It's Your Stage                               | Sproing                               | dtp entertainment                            |
| Dancing Stage Universe                               | Konami                                | Konami                                       |
| Dancing Stage Universe 2                             | Konami                                | Konami                                       |
| Dante's Inferno                                      | Visceral Games                        | Electronic Arts                              |
| Dark                                                 | Realmforge Studios                    | Kalypso Media                                |
| Dark Messiah of Might and Magic: Elements            | Ubisoft Annecy                        | Ubisoft                                      |
| Dark Sector                                          | Digital Extremes                      | D3 Publisher                                 |
| Dark Souls                                           | From Software                         | Namco Bandai Games                           |
| Dark Souls II                                        | From Software                         | Namco Bandai Games                           |
| Dark Void                                            | Airtight Games                        | Capcom                                       |
| Darkest of Days                                      | 8monkey Labs                          | Phantom EFX                                  |
| The Darkness                                         | Starbreeze                            | 2K Games                                     |
| The Darkness II                                      | Digital Extremes, Top Cow Productions | 2K Games                                     |
| Darksiders                                           | Vigil Games                           | THQ Konami                                   |
| Darksiders II                                        | Vigil Games                           | THQ                                          |
| Darkstalkers Resurrection                            | Iron Galaxy Studios                   | Capcom                                       |
| DarkStar One: Broken Alliance                        | Gaming Minds Studio                   | Kalypso Media                                |
| Darwinia+                                            | Introversion Software                 | Microsoft Studios                            |
| Dash of Destruction                                  | NinjaBee                              | NinjaBee                                     |
| Days of Thunder: Arcade                              | Gaming Minds Studio                   | Kalypso Media                                |
| Daytona USA                                          | Sega AM2                              | Sega                                         |
| de Blob 2                                            | Blue Tongue Entertainment             | THQ                                          |
| Dead Block                                           | Candygun Games                        | Bandai Namco Games                           |
| Dead Island                                          | Techland                              | Deep Silver                                  |
| Dead Island: Riptide                                 | Techland                              | Deep Silver                                  |
| Dead or Alive 4                                      | Team Ninja                            | Tecmo                                        |
| Dead or Alive 5                                      | Team Ninja                            | Tecmo Koei                                   |
| Dead or Alive Xtreme 2                               | Team Ninja                            | Tecmo                                        |
| Dead Rising                                          | Capcom                                | Capcom                                       |
| Dead Rising 2                                        | Capcom                                | Capcom                                       |
| Dead Rising 2: Case Zero                             | Blue Castle Games                     | Capcom                                       |
| Dead Rising 2: Case West                             | Blue Castle Games                     | Capcom                                       |
| Dead Rising 2: Off the Record                        | Capcom                                | Capcom                                       |
| Dead Space                                           | EA Redwood Studios                    | Electronic Arts                              |
| Dead Space 2                                         | Visceral Games                        | Electronic Arts                              |
| Dead Space 3                                         | Visceral Games                        | Electronic Arts                              |
| Dead Space Ignition                                  | Sumo Digital                          | Electronic Arts                              |
| Dead to Rights: Retribution                          | EA Redwood Studios                    | Electronic Arts                              |
| Deadfall Adventures                                  | The Farm 51                           | Nordic Games                                 |
| Deadliest Catch: Alaskan Storm                       | Liquid Dragon Studios                 | Navarre Corp                                 |
| Deadliest Catch: Sea of Chaos                        | DoubleTap Games                       | Crave Entertainment                          |
| Deadliest Warrior: Ancient Combat                    | Pipeworks Software                    | 345 Games                                    |
| Deadliest Warrior: Legends                           | Pipeworks Software                    | 345 Games/Spike                              |
| Deadliest Warrior: The Game                          | Pipeworks Software                    | Spike                                        |
| Deadlight                                            | Tequila Works                         | Microsoft Studios                            |
| Deadly Premonition                                   | Access Games                          | UTV Ignition Entertainment                   |
| Deadpool                                             | High Moon Studios                     | Activision                                   |
| Death By Cube                                        | Premium Agency                        | Square Enix                                  |
| Death Tank                                           | Snowblind Studios                     | Microsoft Studios                            |
| Deathsmiles                                          | Cave                                  | Aksys Games                                  |
| DeathSpank                                           | Hothead Games                         | Electronic Arts                              |
| Deathspank: The Baconing                             | Hothead Games                         | Valcon Games                                 |
| DeathSpank: Thongs of Virtue                         | Hothead Games                         | Electronic Arts                              |
| Deep Black: Episode 1                                | Biart                                 | 505 Games                                    |
| Def Jam: Icon                                        | EA Chicago                            | EA Games                                     |
| Def Jam Rapstar                                      | 4mm Games                             | Konami                                       |
| Defender                                             | Midway Games, Digital Eclipse         | Midway Games                                 |
| Defenders of Ardania                                 | Most Wanted Entertainment             | Deep Silver, Paradox Interactive             |
| Defense Grid: The Awakening                          | Hidden Path Entertainment             | Microsoft Studios                            |
| Defense Technica                                     | Kuno Interactive                      | Cyberfront Korea Corporation                 |
| Defiance                                             | Human Head Studios                    | Trion Worlds                                 |
| Destiny                                              | Bungie                                | Activision                                   |
| Destroy All Humans! Path of the Furon                | Sandblast Games                       | THQ                                          |
| Deus Ex: Human Revolution                            | Eidos Montreal                        | Square Enix                                  |
| Devil May Cry 4                                      | Capcom                                | Capcom                                       |
| Devil May Cry HD Collection                          | Capcom                                | Capcom                                       |
| Diablo III                                           | Blizzard Entertainment                | Blizzard Entertainment                       |
| Diabolical Pitch                                     | Grasshopper Manufacture               | Microsoft Studios                            |
| Diario: Rebirth Moon Legend                          | Idea Factory                          | Idea Factory                                 |
| Dig Dug                                              | Idea Factory                          | Idea Factory                                 |
| Diner Dash                                           | GameLab                               | Hudson Soft                                  |
| DiRT 3                                               | Codemasters                           | Codemasters                                  |
| DiRT: Showdown                                       | Codemasters                           | Codemasters                                  |
| Discs of Tron                                        | Midway Games, Digital Eclipse         | Disney Interactive Studios                   |
| Dishonored                                           | Arkane Studios                        | Bethesda Softworks                           |
| The Dishwasher: Dead Samurai                         | Ska Studios                           | Microsoft Studios                            |
| The Dishwasher: Vampire Smile                        | Ska Studios                           | Microsoft Studios                            |
| Disney Infinity                                      | Avalanche Software                    | Disney Interactive Studios                   |
| Disney Sing It                                       | Zoë Mode                              | Disney Interactive Studios                   |
| Disney Sing It! – High School Musical 3: Senior Year | Zoë Mode                              | Disney Interactive Studios                   |
| Disney Universe                                      | Eurocom                               | Disney Interactive Studios                   |
| Divinity II: Ego Draconis                            | Larian Studios                        | DTP Entertainment cdv Software Entertainment |
| DJ Hero                                              | FreeStyleGames                        | Activision                                   |
| DJ Hero 2                                            | FreeStyleGames                        | Activision                                   |
| DmC: Devil May Cry                                   | Ninja Theory                          | Capcom                                       |
| Do-Don-Pachi Dai-Fukkatsu                            | Cave                                  | Cave                                         |
| DoDonPachi Dai Ou Jou Black Label Extra              | Cave                                  | 5pb.                                         |
| Dogfight 1942                                        | CI Games                              | CI Games                                     |
| Dollar Dash                                          | Candygun Games                        | Kalypso Media                                |
| Domino Master                                        | TikGames                              | Microsoft Studios                            |
| Don Bradman Cricket 14                               | Big Ant Studios                       | Tru Blu Entertainment                        |
| Don King Presents: Prizefighter                      | Take-Two Interactive                  | Venom Games                                  |
| Doodle Jump for Kinect                               | Lima Sky                              | D3 Publisher                                 |
| Doom                                                 | id Software                           | Bethesda Softworks                           |
| Doom II: Hell on Earth                               | id Software                           | Bethesda Softworks                           |
| Doom 3: BFG Edition                                  | id Software                           | Bethesda Softworks                           |
| Doritos Crash Course                                 | Wanako Games Behaviour Interactive    | Microsoft Studios                            |
| Doritos Crash Course 2                               | Behaviour Interactive                 | Microsoft Studios                            |
| Double D Dodgeball                                   | Yuke's                                | Yuke's                                       |
| Double Dragon                                        | Razerworks                            | Empire Interactive                           |
| Double Dragon II: Wander of the Dragons              | Gravity Interactive                   | Barunson                                     |
| Double Dragon Neon                                   | WayForward Technologies               | Majesco Entertainment                        |
| Double Fine Happy Action Theater                     | Double Fine Productions               | Microsoft Studios                            |
| Dragon Age: Origins                                  | BioWare Edge of Reality               | Electronic Arts                              |
| Dragon Age II                                        | BioWare                               | Electronic Arts                              |
| Dragon Age: Inquisition                              | BioWare                               | Electronic Arts                              |
| Dragon Ball: Raging Blast                            | Spike                                 | Namco Bandai Games                           |
| Dragon Ball: Raging Blast 2                          | Spike                                 | Namco Bandai Games                           |
| Dragon Ball Z: Battle of Z                           | Artdink                               | Namco Bandai Games                           |
| Dragon Ball Z: Budokai HD Collection                 | Spike                                 | Namco Bandai Games                           |
| Dragon Ball Z: Burst Limit                           | Namco Bandai Games                    | Atari                                        |
| Dragon Ball Z: Ultimate Tenkaichi                    | Spike                                 | Namco Bandai Games                           |
| Dragon's Dogma                                       | Capcom                                | Capcom                                       |
| Dragon's Lair                                        | Digital Leisure                       | Microsoft Studios                            |
| Dream Chronicles                                     | KatGames                              | PlayFirst                                    |
| Dream Club                                           | Tamsoft                               | D3 Publisher                                 |
| Dream Club Zero                                      | Tamsoft                               | D3 Publisher                                 |
| Dreamcast Collection                                 | Sega                                  | Sega                                         |
| DreamWorks Super Star Kartz                          | High Impact Games                     | Activision                                   |
| Driver: San Francisco                                | Ubisoft Reflections                   | Ubisoft                                      |
| Droplitz                                             | Blitz Arcade                          | Atlus                                        |
| DuckTales: Remastered                                | Capcom,WayForward Technologies        | Capcom, Disney Interactive Studios           |
| Duke Nukem 3D                                        | 3D Realms                             | Microsoft Studios                            |
| Duke Nukem Forever                                   | Gearbox Software                      | 2K Games                                     |
| Duke Nukem: Manhattan Project                        | 3D Realms                             | Microsoft Studios                            |
| Dunamis 15                                           | 5pb.                                  | 5pb.                                         |
| Dungeon Defenders                                    | Trendy Entertainment                  | D3 Publisher                                 |
| Dungeon Fighter Live: Fall of Hendon Myre            | Nexon Co. Ltd.                        | Microsoft Studios                            |
| Dungeon Siege III                                    | Obsidian Entertainment                | Square Enix                                  |
| Dungeons & Dragons: Chronicles of Mystara            | Iron Galaxy Studios                   | Capcom                                       |
| Dungeons & Dragons: Daggerdale                       | Bedlam Games                          | Atari                                        |
| Dust: An Elysian Tail                                | Humble Hearts                         | Microsoft Studios                            |
| Dustforce                                            | Hitbox Team                           | Capcom                                       |
| Dynasty Warriors 5: Empires                          | Omega Force                           | KOEI                                         |
| Dynasty Warriors 6                                   | Omega Force                           | KOEI                                         |
| Dynasty Warriors 7                                   | Omega Force                           | KOEI                                         |
| Dynasty Warriors 8                                   | Omega Force                           | KOEI                                         |
| Dynasty Warriors: Gundam                             | Omega Force KOEI                      | Namco Bandai Games KOEI                      |
| Dynasty Warriors: Gundam 2                           | Omega Force                           | Namco Bandai KOEI                            |
| Dynasty Warriors: Gundam 3                           | Omega Force KOEI                      | Namco Bandai KOEI                            |
| Dynasty Warriors: Strikeforce                        | Omega Force                           | KOEI                                         |

## E
| Titel                                  | Ontwikkelaar              | Uitgever                    |
| -------------------------------------- | ------------------------- | --------------------------- |
| EA Sports MMA                          | EA Tiburon                | EA Sports                   |
| Earth Defense Force 2017               | Sandlot                   | D3 Publisher                |
| Earth Defense Force 2025               | Sandlot                   | D3 Publisher                |
| Earth Defense Force: Insect Armageddon | Vicious Cycle Software    | D3 Publisher                |
| Eat Lead: The Return of Matt Hazard    | Vicious Cycle Software    | D3 Publisher                |
| El Chavo Kart                          | Efecto Studios            | Televisa Home Entertainment |
| El Shaddai: Ascension of the Metatron  | Ignition Tokyo            | UTV Ignition Entertainment  |
| The Elder Scrolls IV: Oblivion         | Bethesda Softworks        | Bethesda Softworks 2K Games |
| The Elder Scrolls IV: Shivering Isles  | Bethesda Softworks        | Bethesda Softworks          |
| The Elder Scrolls V: Skyrim            | Bethesda Softworks        | Bethesda Softworks          |
| Enchanted Arms                         | From Software             | Ubisoft                     |
| Enemy Front                            | City Interactive          | City Interactive            |
| Enemy Territory: Quake Wars            | id Software Splash Damage | Activision                  |
| Enslaved: Odyssey to the West          | Ninja Theory              | Namco Bandai Games          |
| Epic Mickey 2: The Power of Two        | Blitz Games               | Disney Interactive Studios  |
| Eragon                                 | Stormfront Studios        | Vivendi Games               |
| Escape Dead Island                     | Fatshark                  | Deep Silver                 |
| Espgaluda II                           | Cave                      | Cave                        |
| Eternal Sonata                         | Tri-Crescendo             | Namco Bandai Games          |
| Every Party                            | Game Republic             | Microsoft Game Studios      |
| Ever 17: The Out of Infinity           | KID                       | 5pb.                        |
| The Evil Within                        | KID                       | 5pb.                        |

## F
| Titel                                       | Ontwikkelaar                      | Uitgever                               |
| ------------------------------------------- | --------------------------------- | -------------------------------------- |
| F.E.A.R.                                    | Day 1 Studios                     | Vivendi Games                          |
| F.E.A.R. 2: Project Origin                  | Monolith Productions              | Warner Bros. Interactive Entertainment |
| F.E.A.R. 3                                  | Day 1 Studios                     | Warner Bros. Interactive Entertainment |
| F.E.A.R. Files                              | TimeGate Studios                  | Sierra Entertainment                   |
| F1 2010                                     | Codemasters Birmingham            | Codemasters                            |
| F1 2011                                     | Codemasters Birmingham            | Codemasters                            |
| F1 2012                                     | Codemasters Birmingham            | Codemasters                            |
| F1 2013                                     | Codemasters Birmingham            | Codemasters                            |
| Fable II                                    | Lionhead Studios                  | Microsoft Game Studios                 |
| Fable II Pub Games                          | Lionhead Studios                  | Microsoft Game Studios                 |
| Fable III                                   | Lionhead Studios                  | Microsoft Game Studios                 |
| Fable Anniversary                           | Lionhead Studios                  | Microsoft Game Studios                 |
| Fable Heroes                                | Lionhead Studios                  | Microsoft Game Studios                 |
| Fable: The Journey                          | Lionhead Studios                  | Microsoft Game Studios                 |
| FaceBreaker                                 | EA Canada                         | Electronic Arts                        |
| Fairytale Fights                            | Playlogic                         | Playlogic                              |
| Falling Skies: The Game                     | Torus Games                       | Little Orbit                           |
| Fallout 3                                   | Bethesda Softworks                | Bethesda Softworks                     |
| Fallout: New Vegas                          | Bethesda Softworks                | Bethesda Softworks                     |
| Family Feud 2012                            | Pipeworks Software                | THQ                                    |
| Family Guy: Back to the Multiverse          | Heavy Iron Studios                | Activision                             |
| Fantasia: Music Evolved                     | Harmonix                          | Disney Interactive Studios             |
| Fantastic Four: Rise of the Silver Surfer   | Visual Concepts                   | 2K Games                               |
| Far Cry 2                                   | Ubisoft Montreal                  | Ubisoft                                |
| Far Cry 3                                   | Ubisoft Montreal                  | Ubisoft                                |
| Far Cry 3: Blood Dragon                     | Ubisoft Montreal                  | Ubisoft                                |
| Far Cry 4                                   | Ubisoft Montreal                  | Ubisoft                                |
| Far Cry Instincts Predator                  | Ubisoft Montreal                  | Ubisoft                                |
| Farming Simulator                           | Giants Software                   | Focus Home Interactive                 |
| Fast & Furious: Showdown                    | Firebrand Games                   | Activision                             |
| Fatal Inertia                               | Stormfront Studios                | Vivendi Games                          |
| FIFA 06: Road to FIFA World Cup             | EA Canada                         | EA Sports                              |
| FIFA 07                                     | EA Sports                         | EA Sports                              |
| FIFA 08                                     | EA Canada                         | EA Sports                              |
| FIFA 09                                     | EA Canada                         | EA Sports                              |
| FIFA 10                                     | EA Canada                         | EA Sports                              |
| FIFA 11                                     | EA Canada                         | EA Sports                              |
| FIFA 12                                     | EA Canada                         | EA Sports                              |
| FIFA 13                                     | EA Canada                         | EA Sports                              |
| FIFA 14                                     | EA Canada                         | EA Sports                              |
| FIFA 15                                     | EA Canada                         | EA Sports                              |
| FIFA 16                                     | EA Canada                         | EA Sports                              |
| FIFA 17                                     | EA Canada                         | EA Sports                              |
| FIFA Street                                 | EA Canada                         | EA Sports                              |
| FIFA Street 3                               | EA Canada                         | EA Sports                              |
| Fight Night Round 3                         | EA Chicago                        | EA Sports                              |
| Fight Night Round 4                         | EA Canada                         | EA Sports                              |
| Final Fantasy XI                            | Square Enix                       | Square Enix                            |
| Final Fantasy XI: Vana'diel Collection 2008 | Square Enix                       | Square Enix                            |
| Final Fantasy XI: Wings of the Goddess      | Square Enix                       | Square Enix                            |
| Final Fantasy XIII                          | Square Enix                       | Square Enix                            |
| Final Fantasy XIII-2                        | Square Enix                       | Square Enix                            |
| The First Templar                           | Haemimont Games                   | Kalypso Media                          |
| Fist of the North Star: Ken's Rage          | Omega Force                       | KOEI                                   |
| Fist of the North Star: Ken's Rage 2        | KOEI                              | Tecmo Koei                             |
| FlatOut: Ultimate Carnage                   | Bugbear Entertainment             | Empire Interactive                     |
| Football Manager 2006                       | Sports Interactive                | Sega Europe                            |
| Football Manager 2007                       | Sports Interactive                | Sega Europe                            |
| Football Manager 2008                       | Sports Interactive                | Sega Europe                            |
| Forza Horizon                               | Playground Games, Turn 10 Studios | Microsoft Studios                      |
| Forza Horizon 2                             | Sumo Digital, Turn 10 Studios     | Microsoft Studios                      |
| Forza Motorsport 2                          | Turn 10 Studios                   | Microsoft Game Studios                 |
| Forza Motorsport 3                          | Turn 10 Studios                   | Microsoft Game Studios                 |
| Forza Motorsport 4                          | Turn 10 Studios                   | Microsoft Game Studios                 |
| Fracture                                    | Day 1 Studios                     | LucasArts                              |
| Front Mission Evolved                       | Double Helix Games                | Square Enix                            |
| Frontlines: Fuel of War                     | Kaos Studios                      | THQ                                    |
| Fuel                                        | Asobo Studio                      | Codemasters                            |
| Full Auto                                   | Pseudo Interactive                | Sega                                   |
| Furious 4                                   | Gearbox Software                  | Ubisoft                                |
| Fuse                                        | Gearbox Software                  | Ubisoft                                |
| Fuzion Frenzy 2                             | Hudson Soft                       | Microsoft Game Studios                 |

## G
| Titel                                        | Ontwikkelaar              | Uitgever                               |
| -------------------------------------------- | ------------------------- | -------------------------------------- |
| G-Force                                      | Eurocom                   | Disney Interactive Studios             |
| G.I. Joe: The Rise of Cobra                  | Double Helix Games        | Electronic Arts                        |
| Gal*Gun                                      | Inti Creates              | Alchemist                              |
| Game of Thrones                              | Cyanide Studios           | Atlus                                  |
| Gears of War                                 | Epic Games                | Microsoft Game Studios                 |
| Gears of War 2                               | Epic Games                | Microsoft Game Studios                 |
| Gears of War 3                               | Epic Games                | Microsoft Game Studios                 |
| Gears of War: Judgment                       | Epic Games People Can Fly | Microsoft Game Studios                 |
| Generator Rex: Agent of Providence           | Activision                | Activision                             |
| Ghostbusters: The Video Game                 | Terminal Reality          | Sierra Entertainment                   |
| Ginga Force                                  | Qute                      | Qute                                   |
| The Godfather: The Game                      | Electronic Arts           | Electronic Arts                        |
| The Godfather II                             | Electronic Arts           | Electronic Arts                        |
| Golden Axe: Beast Rider                      | Electronic Arts           | Electronic Arts                        |
| The Golden Compass                           | Shiny Entertainment       | Sega                                   |
| GoldenEye 007                                | Eurocom                   | Activision                             |
| Grand Slam Tennis 2                          | EA Canada                 | EA Sports                              |
| Grand Theft Auto IV gta 4                    | Rockstar North            | Rockstar Games                         |
| Grand Theft auto V GTA 5                     | Rockstar North            | Rockstar Games                         |
| Grand Theft Auto: Episodes from Liberty City | Rockstar North            | Rockstar Games                         |
| Gray Matter                                  | Wizarbox                  | dtp entertainment                      |
| Green Day: Rock Band                         | Harmonix                  | MTV Games                              |
| Green Lantern: Rise of the Manhunters        | Double Helix Games        | Warner Bros. Interactive Entertainment |
| Greg Hastings Paintball 2                    | Majesco Entertainment     | Activision                             |
| Grid 2                                       | Codemasters Southam       | Codemasters                            |
| Grid Autosport                               | Codemasters Southam       | Codemasters                            |
| Guilty Gear 2: Overture                      | Arc System Works          | 505 Games                              |
| Guitar Hero II                               | Harmonix Music Systems    | RedOctane Activision                   |
| Guitar Hero III: Legends of Rock             | NeverSoft                 | Activision                             |
| Guitar Hero 5                                | NeverSoft                 | Activision Blizzard                    |
| Guitar Hero: Aerosmith                       | NeverSoft                 | Activision                             |
| Guitar Hero: Metallica                       | NeverSoft                 | Activision                             |
| Guitar Hero Smash Hits                       | NeverSoft                 | Activision                             |
| Guitar Hero: Van Halen                       | NeverSoft                 | Activision                             |
| Guitar Hero: Warriors of Rock                | NeverSoft                 | Activision Blizzard                    |
| Guitar Hero: World Tour                      | NeverSoft                 | Activision Blizzard                    |
| Gun                                          | NeverSoft                 | Activision                             |

## H
| Titel                                              | Ontwikkelaar                            | Uitgever                    |
| -------------------------------------------------- | --------------------------------------- | --------------------------- |
| Hail to the Chimp                                  | Wideload Games                          | Gamecock Media Group        |
| Halo 3                                             | Bungie                                  | Microsoft Game Studios      |
| Halo 3: ODST                                       | Bungie                                  | Microsoft Game Studios      |
| Halo 4                                             | Halo Studios                            | Microsoft Game Studios      |
| Halo: Combat Evolved Anniversary                   | Halo Studios                            | Microsoft Game Studios      |
| Halo: Reach                                        | Bungie                                  | Microsoft Game Studios      |
| Halo: Spartan Assault                              | Halo Studios, Vanguard Entertainment    | Microsoft Game Studios      |
| Halo Wars                                          | Ensemble Studios                        | Microsoft Game Studios      |
| Hannah Montana: The Movie                          | n-Space                                 | Disney Interactive Studios  |
| Happy Feet Two: The Video Game                     | KMM Games                               | Warner Brothers Interactive |
| Happy Wars                                         | Toylogic                                | Microsoft Studios           |
| Harry Potter and the Deathly Hallows – Part 1      | EA Bright Light                         | Electronic Arts             |
| Harry Potter and the Deathly Hallows – Part 2      | EA Bright Light                         | Electronic Arts             |
| Harry Potter and the Half-Blood Prince - part 3    | EA Bright Light                         | Electronic Arts             |
| Harry Potter and the Order of the Phoenix - part 4 | EA Bright Light                         | Electronic Arts             |
| Hasbro Family Game Night                           | EA Bright Light                         | Electronic Arts             |
| Hasbro Family Game Night 3                         | EA Bright Light                         | Electronic Arts             |
| Hasbro Family Game Night 4: The Game Show          | EA Salt Lake                            | Electronic Arts             |
| Hellboy: The Science of Evil                       | Krome Studios                           | Konami                      |
| Heroes Over Europe                                 | Transmission Games                      | Ubisoft                     |
| The History Channel: Battle for the Pacific        | Cauldron                                | Activision                  |
| The History Channel: Civil War - A Nation Divided  | Cauldron                                | Activision                  |
| The History Channel: Great Battles Medieval        | Slitherine                              | Slitherine                  |
| The History Channel: Legends of War - Patton       | Enigma Software Productions, Slitherine | Maximum Games               |
| History – Civil War: Secret Missions               | Cauldron                                | Activision Value            |
| Hitman: Absolution                                 | IO Interactive                          | Square Enix                 |
| Hitman: Blood Money                                | IO Interactive                          | Eidos Interactive           |
| Hitman HD Trilogy                                  | IO Interactive                          | Square Enix                 |
| Homefront                                          | Kaos Studios                            | THQ                         |
| Hot Wheels: Beat That!                             | Eutechnyx                               | Activision                  |
| Hot Wheels: World's Best Driver                    | Firebrand Games                         | Warner Brothers Interactive |
| Hour of Victory                                    | nFusion                                 | Midway Games                |
| How to Train Your Dragon                           | Étranges Libellules                     | Activision                  |
| How to Train Your Dragon 2                         | Little Orbit                            | Torus Games                 |
| Hunted: The Demon's Forge                          | InXile Entertainment                    | Bethesda Softworks          |
| Hydrophobia                                        | Dark Energy Digital                     | Dark Energy Digital         |

## I
| Titel                          | Ontwikkelaar         | Uitgever                               |
| ------------------------------ | -------------------- | -------------------------------------- |
| I Am Alive                     | Ubisoft              | Ubisoft                                |
| Ice Age: Dawn of the Dinosaurs | Eurocom              | Ubisoft                                |
| The Idolmaster                 | Namco Bandai Games   | Namco Bandai Games                     |
| The Idolmaster 2               | Namco Bandai Games   | Namco Bandai Games                     |
| The Idolmaster: Live For You!  | Namco Bandai Games   | Namco Bandai Games                     |
| IL-2 Sturmovik: Birds of Prey  | Gaijin Entertainment | 1C Company                             |
| Import Tuner Challenge         | Genki                | Ubisoft                                |
| The Incredible Hulk            | Edge of Reality      | Sega                                   |
| Indianapolis 500 Evolution     | Brain in a Jar       | Destineer                              |
| Infernal: Hell's Vengeance     | Metropolis Software  | Playlogic                              |
| Infinite Undiscovery           | tri-Ace              | Microsoft Game Studios                 |
| Injustice: Gods Among Us       | NetherRealm Studios  | Warner Bros. Interactive Entertainment |
| Instant Brain                  | CAVE                 | CAVE                                   |
| Inversion                      | CAVE                 | CAVE                                   |
| Iron Man 1                     | Secret Level         | Sega                                   |
| Iron Man 2                     | Sega Studio USA      | Sega                                   |
| Iron Sky: Invasion 3           | Reality Pump         | TopWare Interactive                    |

## J
| Titel                                    | Ontwikkelaar                        | Uitgever                                                  |
| ---------------------------------------- | ----------------------------------- | --------------------------------------------------------- |
| James Bond 007: Blood Stone              | Bizarre Creations                   | Activision                                                |
| James Cameron's Avatar: The Game         | Ubisoft Montreal                    | Ubisoft, Lightstorm Entertainment, 20th Century Fox Games |
| JASF: Jane's Advanced Strike Fighters    | Trickstar Games                     | Maximum Family Games                                      |
| Jeopardy!: America's Favorite Quiz Show  | Pipeworks Software                  | THQ                                                       |
| Jimmie Johnson's Anything with an Engine | Isopod Labs                         | Autumn Games                                              |
| John Daly's ProStroke Golf               | Gusto Games                         | O-Games                                                   |
| Juiced 2: Hot Import Nights              | Juice Games                         | THQ                                                       |
| Jumper: Griffin's Story                  | Brash Entertainment                 | Warner Bros.                                              |
| Jurassic: The Hunted                     | Cauldron                            | Activision                                                |
| Jurassic Park: The Game                  | Telltale Games                      | Telltale Games                                            |
| Just Cause                               | Avalanche Studios                   | Eidos Interactive                                         |
| Just Cause 2                             | Avalanche Studios Eidos Interactive | Square Enix                                               |
| Just Dance 4                             | Ubisoft                             | Ubisoft                                                   |
| Just Dance 2016                          | Ubisoft                             | Ubisoft                                                   |
| Just Dance 2017                          | Ubisoft                             | Ubisoft                                                   |

## K
| Titel                                               | Ontwikkelaar              | Uitgever               |
| --------------------------------------------------- | ------------------------- | ---------------------- |
| Kameo: Elements of Power                            | Rare Ltd.                 | Microsoft Game Studios |
| Kane & Lynch: Dead Men                              | IO Interactive            | Eidos Interactive      |
| Kane & Lynch 2: Dog Days                            | IO Interactive            | Eidos Interactive      |
| Karaoke Revolution                                  | Blitz Games               | Konami                 |
| Karaoke Revolution Presents: American Idol Encore   | Blitz Games               | Konami                 |
| Karaoke Revolution Presents: American Idol Encore 2 | Blitz Games               | Konami                 |
| Kengo: Legend of the 9                              | Genki                     | Majesco Entertainment  |
| Ketsui: Kizuna Jigoku Tachi EXTRA                   | Cave                      | 5pb.                   |
| Kick-Ass 2 (computerspel)Kick-Ass 2                 | Freedom Factory           | UIG Entertainment      |
| Killer is Dead                                      | Grasshopper Manufacture   | Deep Silver            |
| Kinect Adventures!                                  | Good Science Studio       | Microsoft Studios      |
| The King of Fighters XII                            | SNK Playmore              | Rising Star Games      |
| The King of Fighters XIII                           | SNK Playmore              | Rising Star Games      |
| Kingdom Under Fire: Circle of Doom                  | Blueside                  | Microsoft Game Studios |
| Kingdoms of Amalur: Reckoning                       | 38 Studios Big Huge Games | Electronic Arts        |
| Knights Contract                                    | Game Republic             | Namco Bandai Games     |
| Konami Classics Vol. 1                              | Konami                    | Konami                 |
| Konami Classics Vol. 2                              | Konami                    | Konami                 |
| Kung Fu Panda                                       | Luxoflux                  | Activision             |
| Kung Fu Panda 2                                     | Griptonite Games          | THQ                    |

## L
| Titel                                                 | Ontwikkelaar                              | Uitgever                                                |
| ----------------------------------------------------- | ----------------------------------------- | ------------------------------------------------------- |
| L.A. Noire                                            | Team Bondi                                | Rockstar Games                                          |
| The Last Remnant                                      | Square Enix                               | Square Enix                                             |
| Left 4 Dead                                           | Certain Affinity                          | Valve Corporation                                       |
| Left 4 Dead 2                                         | Valve Corporation                         | Valve Corporation                                       |
| The Legend of Korra                                   | Platinum Games                            | Activision                                              |
| The Legend of Spyro: Dawn of the Dragon               | Étranges Libellules                       | Activision                                              |
| Legend of the Guardians: The Owls of Ga'Hoole         | Krome Studios                             | Warner Bros. Interactive                                |
| Legendary                                             | Spark Unlimited                           | Gamecock Media Group                                    |
| LEGO Batman: The Videogame                            | Traveller's Tales                         | Warner Bros.                                            |
| LEGO Batman 2: DC Super Heroes                        | Traveller's Tales                         | Warner Bros.                                            |
| LEGO Batman 3: Beyond Gotham                          | Traveller's Tales                         | Warner Bros.                                            |
| LEGO Harry Potter: Years 1–4                          | Traveller's Tales                         | Warner Bros.                                            |
| LEGO Harry Potter: Years 5–7                          | Traveller's Tales                         | Warner Bros.                                            |
| LEGO Indiana Jones: The Original Adventures           | Traveller's Tales                         | LucasArts                                               |
| LEGO Indiana Jones 2: The Adventure Continues         | Traveller's Tales                         | LucasArts                                               |
| LEGO Marvel Super Heroes                              | TT Games                                  | Warner Bros. Interactive Entertainment                  |
| The LEGO Movie Videogame                              | TT Games                                  | Warner Bros. Interactive Entertainment                  |
| LEGO Pirates of the Caribbean: The Video Game         | Traveller's Tales                         | Disney Interactive Studios                              |
| LEGO Rock Band                                        | Harmonix Music Systems, Traveller's Tales | Warner Bros. Interactive Entertainment, MTV Games       |
| LEGO Star Wars II: The Original Trilogy               | Traveller's Tales                         | LucasArts                                               |
| LEGO Star Wars III: The Clone Wars                    | Traveller's Tales                         | LucasArts                                               |
| LEGO Star Wars: The Complete Saga                     | Traveller's Tales                         | LucasArts                                               |
| LEGO The Hobbit                                       | Traveller's Tales                         | Warner Bros. Interactive Entertainment, MGM Interactive |
| LEGO The Lord of the Rings                            | Traveller's Tales                         | Warner Bros. Interactive Entertainment                  |
| Leisure Suit Larry: Box Office Bust                   | Team 17                                   | Sierra Entertainment                                    |
| Lightning Returns: Final Fantasy XIII                 | tri-Ace                                   | Square Enix                                             |
| Lips                                                  | iNiS                                      | Microsoft Game Studios                                  |
| Lips: Canta en Español                                | iNiS                                      | Microsoft Game Studios                                  |
| Lips: I Love the 80's                                 | iNiS                                      | Microsoft Game Studios                                  |
| Lips: Number One Hits                                 | iNiS                                      | Microsoft Game Studios                                  |
| Lips: Party Classics                                  | iNiS                                      | Microsoft Game Studios                                  |
| Little League World Series Baseball 2010              | NOW Production                            | Activision                                              |
| LMA Manager 2007                                      | Codemasters                               | Codemasters                                             |
| Lollipop Chainsaw                                     | Grasshopper Manufacture                   | Warner Bros. Interactive Entertainment                  |
| London 2012: The Official Video Game                  | Sega Studios Australia                    | Sega                                                    |
| Looney Tunes: Acme Arsenal                            | Redtribe                                  | Warner Bros. Interactive Entertainment                  |
| The Lord of the Rings: Conquest                       | Pandemic Studios                          | Electronic Arts                                         |
| The Lord of the Rings: The Battle for Middle-earth II | EA Los Angeles                            | Electronic Arts                                         |
| The Lord of the Rings: War in the North               | Snowblind Studios                         | Warner Bros. Interactive Entertainment                  |
| Lost Odyssey                                          | Mistwalker                                | Microsoft Game Studios                                  |
| Lost: Via Domus                                       | Ubisoft Montreal                          | Ubisoft                                                 |
| Lost Planet 2                                         | Capcom                                    | Capcom                                                  |
| Lost Planet 3                                         | Spark Unlimited                           | Capcom                                                  |
| Lost Planet: Extreme Condition                        | Capcom                                    | Capcom                                                  |
| Lost Planet: Extreme Condition: Colonies              | Capcom                                    | Capcom                                                  |
| Love Football                                         | Namco Bandai Games                        | Namco Bandai Games                                      |
| Lucha Libre AAA 2010: Héroes del Ring                 | Immersion Software                        | Sabarasa Studios                                        |

## M
| Titel                                                  | Ontwikkelaar                           | Uitgever                               |
| ------------------------------------------------------ | -------------------------------------- | -------------------------------------- |
| Mad Max                                                | Avalanche Studios                      | Warner Bros. Interactive Entertainment |
| Madagascar: Escape 2 Africa                            | Papaya Studio                          | Activision                             |
| Madagascar 3: The Video Game                           | Monkeybar Games                        | D3 Publisher                           |
| Madagascar Kartz                                       | Sidhe Interactive                      | Activision                             |
| Madden NFL 06                                          | EA Tiburon                             | EA Sports                              |
| Madden NFL 07                                          | EA Tiburon                             | EA Sports                              |
| Madden NFL 08                                          | EA Tiburon                             | EA Sports                              |
| Madden NFL 09                                          | EA Tiburon                             | EA Sports                              |
| Madden NFL 10                                          | EA Tiburon                             | EA Sports                              |
| Madden NFL 11                                          | EA Tiburon                             | EA Sports                              |
| Madden NFL 12                                          | EA Tiburon                             | EA Sports                              |
| Madden NFL 13                                          | EA Tiburon                             | EA Sports                              |
| Madden NFL 25                                          | EA Tiburon                             | EA Sports                              |
| Mafia II                                               | Illusion Softworks                     | Take-Two Interactive                   |
| Magic: The Gathering – Duels of the Planeswalkers      | Stainless Games                        | Wizards of the Coast                   |
| Magic: The Gathering – Duels of the Planeswalkers 2012 | Stainless Games                        | Wizards of the Coast                   |
| Magic: The Gathering – Duels of the Planeswalkers 2013 | Stainless Games                        | Wizards of the Coast                   |
| Magic: The Gathering – Duels of the Planeswalkers 2014 | Stainless Games                        | Wizards of the Coast                   |
| Magic: The Gathering – Duels of the Planeswalkers 2015 | Stainless Games                        | Wizards of the Coast                   |
| Magna Carta 2                                          | Banpresto                              | Banpresto                              |
| Majin and the Forsaken Kingdom                         | Game Republic                          | Namco Bandai Games                     |
| Major League Baseball 2K6                              | Visual Concepts                        | 2K Sports                              |
| Major League Baseball 2K7                              | Kush Games                             | 2K Sports                              |
| Major League Baseball 2K8                              | Kush Games                             | 2K Sports                              |
| Major League Baseball 2K9                              | Visual Concepts                        | 2K Sports                              |
| Major League Baseball 2K10                             | Visual Concepts                        | 2K Sports                              |
| Major League Baseball 2K11                             | Visual Concepts                        | 2K Sports                              |
| Major League Baseball 2K12                             | Visual Concepts                        | 2K Sports                              |
| Major League Baseball 2K13                             | Visual Concepts                        | 2K Sports                              |
| Mamoru-kun wa Norowarete Shimatta!                     | G.rev                                  | G.rev                                  |
| Man vs. Wild                                           | Floor 84 Studio, Scientifically Proven | Crave Entertainment                    |
| Marvel Super Hero Squad: Comic Combat                  | Griptonite Games                       | THQ                                    |
| Marvel Super Hero Squad: The Infinity Gauntlet         | Griptonite Games                       | THQ                                    |
| Marvel vs. Capcom 3: Fate of Two Worlds                | Capcom                                 | Capcom                                 |
| Marvel: Ultimate Alliance                              | Raven Software                         | Activision                             |
| Marvel: Ultimate Alliance 2                            | Raven Software                         | Activision                             |
| Mass Effect                                            | BioWare                                | Microsoft Game Studios                 |
| Mass Effect 2                                          | BioWare                                | Electronic Arts                        |
| Mass Effect 3                                          | BioWare                                | Electronic Arts                        |
| Mass Effect Trilogy                                    | BioWare                                | Electronic Arts                        |
| Max Payne 3                                            | Rockstar Vancouver                     | Rockstar Games                         |
| Max: The Curse of Brotherhood                          | Press Play                             | Microsoft Studios                      |
| Mayhem 3D                                              | Left Field Productions                 | Rombax Games                           |
| Medal of Honor                                         | Danger Close                           | Electronic Arts                        |
| Medal of Honor: Airborne                               | EA Los Angeles                         | Electronic Arts                        |
| Medal of Honor: Warfighter                             | Danger Close                           | Electronic Arts                        |
| Meet the Robinsons                                     | Avalanche Software                     | Disney Interactive Studios             |
| Megamind: Ultimate Showdown                            | THQ                                    | THQ                                    |
| Memories Off: Yubikiri no Kioku                        | 5pb.                                   | 5pb.                                   |
| Memories Off 6: Next Relation                          | 5pb.                                   | 5pb.                                   |
| Memories Off 6: T-wave                                 | 5pb.                                   | 5pb.                                   |
| Mercenaries 2: World in Flames                         | Pandemic Studios                       | Electronic Arts                        |
| MemoriMetal Gear Rising: Revengeance                   | Kojima Productions                     | Konami                                 |
| Metal Gear Solid HD Collection                         | Kojima Productions                     | Konami                                 |
| Metal Gear Solid V: Ground Zeroes                      | Kojima Productions                     | Konami                                 |
| Metro 2033                                             | 4A Games                               | THQ                                    |
| Metro: Last Light                                      | 4A Games                               | Deep Silver                            |
| MIB: Alien Crisis                                      | FUN Labs                               | Activision                             |
| Microsoft Children's Miracle Network Games Bundle      | Krome Studios, Sonic Team, Shaba Games | Microsoft Game Studios                 |
| Middle-earth: Shadow of Mordor                         | Monolith Productions                   | Warner Bros. Interactive Entertainment |
| Midnight Club: Los Angeles                             | Rockstar San Diego                     | Rockstar Games                         |
| Midway Arcade Origins                                  | Backbone Entertainment                 | Warner Bros.                           |
| MindJack                                               | feelplus                               | Square Enix                            |
| Minecraft: Xbox 360 Edition                            | 4J Studios                             | Microsoft Studios                      |
| Mini Ninjas                                            | IO Interactive                         | Eidos Interactive                      |
| Mirror's Edge                                          | Digital Illusions CE                   | Electronic Arts                        |
| MLB Front Office Manager                               | Blue Castle Games                      | 2K Sports                              |
| Mobile Ops: The One Year War                           | Dimps                                  | Namco Bandai Games                     |
| Monopoly                                               | EA Bright Light                        | Electronic Arts                        |
| Monopoly Streets                                       | Electronic Arts                        | Electronic Arts                        |
| Monster Hunter Frontier                                | Capcom                                 | Microsoft Game Studios                 |
| Monster Jam                                            | Torus Games                            | Activision                             |
| Monster Jam: Path of Destruction                       | Virtuos                                | Activision                             |
| Monster Madness: Battle for Suburbia                   | Artificial Studios                     | Southpeak Interactive                  |
| Monsters vs. Aliens                                    | Activision                             | Activision                             |
| MorphX                                                 | Buka Entertainment, Targem Games       | 505 Games                              |
| Mortal Kombat                                          | NetherRealm Studios                    | Warner Bros. Interactive Entertainment |
| Mortal Kombat vs. DC Universe                          | Midway Games                           | Midway Games                           |
| MotoGP '06                                             | Black Rock Studio                      | THQ                                    |
| MotoGP '07                                             | Black Rock Studio                      | THQ                                    |
| MotoGP '08                                             | Milestone                              | Capcom                                 |
| MotoGP 09/10                                           | Monumental Games                       | Capcom                                 |
| MotoGP 13                                              | Milestone                              | Capcom                                 |
| MUD: FIM Motocross World Championship                  | Milestone                              | Namco Bandai Games                     |
| Murdered: Soul Suspect                                 | Airtight Games                         | Square Enix                            |
| Mushihime-sama Futari                                  | Cave                                   | Cave                                   |
| MuvLuv                                                 | 5pb.                                   | 5pb.                                   |
| MuvLuv Alternative                                     | 5pb.                                   | 5pb.                                   |
| MuvLuv Twin Pack                                       | 5pb.                                   | 5pb.                                   |
| MX vs. ATV Reflex                                      | Rainbow Studios                        | THQ                                    |
| MX vs. ATV: Supercross                                 | Rainbow Studios                        | Nordic Games                           |
| MX vs. ATV Untamed                                     | Rainbow Studios                        | THQ                                    |
| My Horse & Me 2                                        | Atari                                  | Atari                                  |
| MySims SkyHeroes                                       | The Sims Studio                        | Electronic Arts                        |

## N
| Titel                                              | Ontwikkelaar                 | Uitgever               |
| -------------------------------------------------- | ---------------------------- | ---------------------- |
| N3: Ninety-Nine Nights                             | Q Entertainment, Phantagram  | Microsoft Game Studios |
| N3II: Ninety-Nine Nights                           | Q Entertainment, Feelplus    | Microsoft Game Studios |
| Nail'd                                             | Techland                     | Deep Silver            |
| Namco Museum Virtual Arcade                        | Namco Bandai Games           | Namco Bandai Games     |
| Naruto Shippuden: Ultimate Ninja Storm 2           | CyberConnect2                | Namco Bandai Games     |
| Naruto Shippuden: Ultimate Ninja Storm 3           | CyberConnect2                | Namco Bandai Games     |
| Naruto Shippuden: Ultimate Ninja Storm Generations | CyberConnect2                | Namco Bandai Games     |
| Naruto Shippuden: Ultimate Ninja Storm Revolution  | CyberConnect2                | Namco Bandai Games     |
| Naruto: Rise of a Ninja                            | Ubisoft                      | Ubisoft                |
| Naruto: The Broken Bond                            | Ubisoft Montreal             | Ubisoft                |
| NASCAR 08                                          | EA Tiburon                   | EA Sports              |
| NASCAR 09                                          | EA Tiburon                   | EA Sports              |
| NASCAR The Game: 2011                              | Eutechnyx                    | Activision             |
| NASCAR The Game: Inside Line                       | Eutechnyx                    | Activision             |
| NASCAR Unleashed                                   | Firebrand Games              | Activision             |
| NASCAR '14                                         | Eutechnyx                    | Activision             |
| Naughty Bear                                       | Artificial Mind and Movement | 505 Games              |
| Naval Assault: The Killing Tide                    | Artech Studios               | 505 Games              |
| NBA 2K6                                            | Visual Concepts              | 2K Sports              |
| NBA 2K7                                            | Visual Concepts              | 2K Sports              |
| NBA 2K8                                            | Visual Concepts              | 2K Sports              |
| NBA 2K9                                            | Visual Concepts              | 2K Sports              |
| NBA 2K10                                           | Visual Concepts              | 2K Sports              |
| NBA 2K11                                           | Visual Concepts              | 2K Sports              |
| NBA 2K12                                           | Visual Concepts              | 2K Sports              |
| NBA 2K13                                           | Visual Concepts              | 2K Sports              |
| NBA Ballers: Chosen One                            | Midway Games                 | Midway Games           |
| NBA Jam                                            | EA Canada                    | EA Sports              |
| NBA Live 06                                        | EA Canada                    | EA Sports              |
| NBA Live 07                                        | EA Canada                    | EA Sports              |
| NBA Live 08                                        | EA Canada                    | EA Sports              |
| NBA Live 09                                        | EA Canada                    | EA Sports              |
| NBA Live 10                                        | EA Canada                    | EA Sports              |
| NCAA Football 07                                   | EA Tiburon                   | EA Sports              |
| NCAA Football 08                                   | EA Tiburon                   | EA Sports              |
| NCAA Football 09                                   | EA Tiburon                   | EA Sports              |
| NCAA Football 10                                   | EA Tiburon                   | EA Sports              |
| NCAA Football 11                                   | EA Tiburon                   | EA Sports              |
| NCAA Football 12                                   | EA Tiburon                   | EA Sports              |
| NCAA Football 13                                   | EA Tiburon                   | EA Sports              |
| NCAA March Madness 07                              | EA Canada                    | EA Sports              |
| NCAA March Madness 08                              | EA Canada                    | EA Sports              |
| NCIS : The Game                                    | Ubisoft Shanghai             | Ubisoft                |
| Need for Speed: Carbon                             | EA Canada                    | Electronic Arts        |
| Need for Speed: Hot Pursuit 2                      | Criterion Games              | Electronic Arts        |
| Need for Speed: Most Wanted (2005)                 | EA Canada                    | Electronic Arts        |
| Need for Speed: Most Wanted (2012)                 | EA Canada                    | Electronic Arts        |
| Need for Speed: Pro Street                         | EA Canada                    | Electronic Arts        |
| Need for Speed: Rivals                             | Ghost Games                  | Electronic Arts        |
| Need for Speed: Shift                              | Slightly Mad Studios         | Electronic Arts        |
| Need for Speed: Shift 2 Unleashed                  | Slightly Mad Studios         | Electronic Arts        |
| Need for Speed: The Run                            | EA Black Box                 | Electronic Arts        |
| Need for Speed: Undercover                         | EA Black Box                 | Electronic Arts        |
| NeverDead                                          | Rebellion Developments       | Konami                 |
| NFL Head Coach 09                                  | EA Tiburon                   | Electronic Arts        |
| NFL Tour                                           | EA Tiburon                   | Electronic Arts        |
| NHL 07                                             | EA Canada                    | EA Sports              |
| NHL 08                                             | EA Canada                    | EA Sports              |
| NHL 09                                             | EA Canada                    | EA Sports              |
| NHL 10                                             | EA Canada                    | EA Sports              |
| NHL 11                                             | EA Canada                    | EA Sports              |
| NHL 12                                             | EA Canada                    | EA Sports              |
| NHL 13                                             | EA Canada                    | EA Sports              |
| NHL 14                                             | EA Canada                    | EA Sports              |
| NHL 2K6                                            | Kush Games                   | 2K Sports              |
| NHL 2K7                                            | Kush Games                   | 2K Sports              |
| NHL 2K8                                            | Kush Games                   | 2K Sports              |
| NHL 2K9                                            | Visual Concepts              | Take-Two Interactive   |
| NHL 2K10                                           | Visual Concepts              | Take-Two Interactive   |
| Nier                                               | Cavia                        | Square Enix            |
| Night at the Museum: Battle of the Smithsonian     | Amaze Entertainment          | Majesco Entertainment  |
| Ninja Blade                                        | From Software                | Microsoft Game Studios |
| Ninja Gaiden II                                    | Team Ninja                   | Microsoft Game Studios |
| Ninja Gaiden 3                                     | Team Ninja                   | Tecmo Koei             |
| Ninja Gaiden 3: Razor's Edge                       | Team Ninja                   | Tecmo                  |
| No Fate! Only the Power of Will                    | Alchemist                    | Alchemist              |
| No More Heroes: Heroes' Paradise                   | feelplus                     | Konami                 |
| Nobunaga no Yabou: Tendou                          | KOEI                         | KOEI                   |
| NPPL Championship Paintball 2009                   | Sand Grain Studios           | Activision             |

## O
| Titel                               | Ontwikkelaar        | Uitgever            |
| ----------------------------------- | ------------------- | ------------------- |
| Omerta – City of Gangsters          | Haemimont Games     | Kalypso Media       |
| Onechanbara: Bikini Samurai Squad   | Tamsoft             | D3 Publisher        |
| Open Season                         | Tamsoft             | D3 Publisher        |
| Operation Darkness                  | Success Corporation | Success Corporation |
| Operation Flashpoint: Dragon Rising | Codemasters         | Codemasters         |
| Operation Flashpoint: Red River     | Codemasters         | Codemasters         |
| The Orange Box                      | Valve Software      | Electronic Arts     |
| Otomedius Excellent                 | Konami              | Konami              |
| Otomedius G                         | Konami              | Konami              |
| The Outfit                          | Relic Entertainment | THQ                 |
| Over G Fighters                     | Taito Corporation   | Ubisoft             |
| Overlord                            | Triumph Studios     | Codemasters         |
| Overlord II                         | Triumph Studios     | Codemasters         |

## P
| Titel                                                     | Ontwikkelaar                          | Uitgever                         |
| --------------------------------------------------------- | ------------------------------------- | -------------------------------- |
| Pac-Man and the Ghostly Adventures                        | Namco Bandai Games                    | Namco Bandai Games               |
| Pac-Man and the Ghostly Adventures 2                      | Namco Bandai Games                    | Namco Bandai Games               |
| Painkiller: Hell & Damnation                              | The Farm 51                           | Nordic Games                     |
| Payday 2                                                  | Overkill Software, Starbreeze Studios | 505 Games                        |
| PDC World Championship Darts 2008                         | Mere Mortals                          | Oxygen Interactive               |
| PDC World Championship Darts Pro Tour                     | Redoubt                               | Oxygen Interactive               |
| Perfect Dark Zero                                         | Rare Ltd.                             | Microsoft Game Studios           |
| Persona 4: The Ultimate in Mayonaka Arena                 | Arc System Works                      | Atlus                            |
| Peter Jackson's King Kong: The Official Game of the Movie | Ubisoft                               | Ubisoft                          |
| Phantasy Star Universe                                    | Sonic Team                            | Sega                             |
| Phantom Breaker                                           | 5pb.                                  | 5pb.                             |
| Phantom: Phantom of Inferno                               | Nitro+                                | Nitro+                           |
| Phineas and Ferb: Quest for Cool Stuff                    | Behaviour Interactive                 | Majesco Entertainment, 505 Games |
| Pimp My Ride                                              | Eutechnyx                             | Activision                       |
| Pinball Hall of Fame: The Williams Collection             | FarSight Studios                      | Crave Entertainment              |
| Pirates of the Caribbean: At World's End                  | Eurocom                               | Buena Vista Games                |
| Planet 51                                                 | Pyro Studios                          | Sega                             |
| Plants vs. Zombies                                        | PopCap Games                          | Electronic Arts                  |
| Plants vs. Zombies: Garden Warfare                        | PopCap Games                          | Electronic Arts                  |
| PocketBike Racer                                          | Blitz Games                           | King Games                       |
| PopCap Arcade Volume 1                                    | PopCap Games                          | PopCap Games                     |
| PopCap Arcade Volume 2                                    | PopCap Games                          | PopCap Games                     |
| Port Royale 3: Pirates & Merchants                        | Gaming Minds Studio                   | Kalypso Media                    |
| Portal 2                                                  | Valve Corporation                     | Electronic Arts                  |
| Power Gig: Rise of the SixString                          | Seven45 Studios                       | Seven45 Studios                  |
| Prey                                                      | Human Head Studios                    | 2K Games                         |
| Prey 2                                                    | Human Head Studios, Arkane Studios    | Bethesda Softworks               |
| The Price is Right: The Decades                           | Ludia                                 | Ubisoft                          |
| Prince of Persia                                          | Ubisoft Montreal                      | Ubisoft                          |
| Prince of Persia: The Forgotten Sands                     | Ubisoft                               | Ubisoft                          |
| Prison Break: The Conspiracy                              | ZootFly                               | Deep Silver                      |
| Pro Evolution Soccer 2008                                 | Konami                                | Konami                           |
| Pro Evolution Soccer 2009                                 | Konami                                | Konami                           |
| Pro Evolution Soccer 2010                                 | Konami                                | Konami                           |
| Pro Evolution Soccer 2011                                 | Konami                                | Konami                           |
| Pro Evolution Soccer 2012                                 | Konami                                | Konami                           |
| Pro Evolution Soccer 2013                                 | Konami                                | Konami                           |
| Pro Evolution Soccer 6                                    | Konami                                | Konami                           |
| Pro Yakyū Spirits 3                                       | Konami                                | Konami                           |
| Project Gotham Racing 3                                   | Bizarre Creations                     | Microsoft Game Studios           |
| Project Gotham Racing 4                                   | Bizarre Creations                     | Microsoft Game Studios           |
| Project Sylpheed                                          | Game Arts                             | Square Enix                      |
| Prototype                                                 | Radical Entertainment                 | Sierra Entertainment             |
| Prototype 2                                               | Radical Entertainment                 | Sierra Entertainment             |
| Pure                                                      | Black Rock Studio                     | Disney Interactive Studios       |
| Pure Football                                             | Ubisoft Vancouver                     | Ubisoft                          |

## Q
| Titel          | Ontwikkelaar    | Uitgever   |
| -------------- | --------------- | ---------- |
| Quake 4        | Raven Software  | Activision |
| Quantum Theory | Team Tachyon    | Tecmo      |
| Qubed          | Q Entertainment | Atari      |

## R
| Titel                                     | Ontwikkelaar                        | Uitgever                                         |
| ----------------------------------------- | ----------------------------------- | ------------------------------------------------ |
| R.U.S.E.                                  | Eugen Systems                       | Ubisoft                                          |
| Rabbids Invasion: The Interactive TV Show | Ubisoft                             | Ubisoft                                          |
| Race Driver: Grid                         | Codemasters                         | Codemasters                                      |
| Race Pro                                  | SimBin Studios                      | Atari                                            |
| Radirgy Noa Massive                       | Milestone Inc.                      | Milestone Inc.                                   |
| Rage                                      | Id Software                         | Bethesda Softworks                               |
| Raiden Fighters Aces                      | Activision                          | Activision                                       |
| Raiden IV                                 | Moss                                | Taito                                            |
| Rambo: The Video Game                     | Teyon                               | Reef Entertainment                               |
| Rango                                     | Behaviour Interactive               | Electronic Arts, Paramount Digital Entertainment |
| Rapala Fishing Frenzy 2009                | FUN Labs                            | Activision                                       |
| Rapala Tournament Fishing                 | Activision                          | Activision                                       |
| Ratatouille                               | Heavy Iron Studios                  | THQ                                              |
| Raven Squad: Operation Hidden Dagger      | Atomic Motion                       | SouthPeak                                        |
| Raven's Cry                               | Reality Pump Studios                | TopWare Interactive                              |
| Rayman Legends                            | Ubisoft Montpellier                 | Ubisoft                                          |
| Rayman Origins                            | Ubisoft Montpellier                 | Ubisoft                                          |
| Rayman Raving Rabbids                     | Ubisoft Montpellier                 | Ubisoft                                          |
| Record of Agarest War Zero                | Compile Heart                       | Idea Factory                                     |
| Record of Agarest War: Re-appearance      | Compile Heart                       | Compile Heart                                    |
| Red Dead Redemption                       | Rockstar San Diego Rockstar North   | Rockstar Games                                   |
| Red Faction: Armageddon                   | Volition, Inc.                      | THQ                                              |
| Red Faction: Guerrilla                    | Volition, Inc.                      | THQ                                              |
| Remember Me                               | Dontnod Entertainment               | Capcom                                           |
| Resident Evil HD Remaster                 | Capcom                              | Capcom                                           |
| Resident Evil 4                           | Capcom                              | Capcom                                           |
| Resident Evil 5                           | Capcom                              | Capcom                                           |
| Resident Evil 6                           | Capcom                              | Capcom                                           |
| Resident Evil: Operation Raccoon City     | Slant Six Games                     | Capcom                                           |
| Resident Evil: Revelations                | Capcom, Tose                        | Capcom                                           |
| Resident Evil: Revelations 2              | Capcom, Tose                        | Capcom                                           |
| Resonance of Fate                         | tri-Ace                             | Sega                                             |
| Ride to Hell: Retribution                 | Eutechnyx                           | Deep Silver                                      |
| Ridge Racer 6                             | Namco Bandai Games                  | Namco Bandai Games                               |
| Ridge Racer Unbounded                     | Bugbear Entertainment               | Namco Bandai Games                               |
| Rio                                       | THQ, Eurocom Entertainment Software | THQ                                              |
| Rise of the Argonauts                     | Liquid Entertainment                | Codemasters                                      |
| Rise of the Guardians: The Video Game     | Torus Games                         | D3 Publisher                                     |
| Risen                                     | Piranha Bytes                       | Deep Silver                                      |
| Risen 2: Dark Waters                      | Piranha Bytes                       | Deep Silver                                      |
| Risen 3: Titan Lords                      | Piranha Bytes                       | Deep Silver                                      |
| Robert Ludlum's The Bourne Conspiracy     | High Moon Studios                   | Sierra Entertainment                             |
| Robotics;Notes                            | 5pb.                                | 5pb.                                             |
| Rock Band                                 | Harmonix                            | MTV Games                                        |
| Rock Band 2                               | Harmonix                            | MTV Games                                        |
| Rock Band 3                               | Harmonix                            | MTV Games                                        |
| Rock Band Classic Rock Track Pack         | Harmonix                            | MTV Games                                        |
| Rock Band Country Track Pack              | Harmonix                            | MTV Games                                        |
| Rock Band Metal Track Pack                | Harmonix                            | MTV Games                                        |
| Rock Band Track Pack Volume 2             | Harmonix                            | MTV Games                                        |
| Rock of the Dead                          | Epicenter Studios                   | Conspiracy Entertainment, UFO Interactive        |
| Rock Revolution                           | Zoe Mode                            | Konami                                           |
| Rocksmith                                 | Ubisoft San Francisco               | Ubisoft                                          |
| Rocksmith 2014                            | Ubisoft                             | Ubisoft                                          |
| Rockstar Games presents Table Tennis      | Rockstar San Diego                  | Rockstar Games                                   |
| Rogue Warrior                             | Zombie Studios                      | Bethesda Softworks                               |
| Rugby World Cup 2011                      | HB Studios                          | 505 Games                                        |
| Rugby Challenge 2                         | Tru Blu Entertainment               | Sidhe Interactive                                |
| Rumble Roses XX                           | Konami Yuke's                       | Konami                                           |

## S
| Titel                                             | Ontwikkelaar                     | Uitgever                               |
| ------------------------------------------------- | -------------------------------- | -------------------------------------- |
| The Saboteur                                      | Pandemic Studios                 | Electronic Arts                        |
| Sacred 2: Fallen Angel                            | Ascaron                          | Ascaron                                |
| Sacred 3                                          | Keen Games                       | Deep Silver                            |
| Saints Row                                        | Volition, Inc.                   | THQ                                    |
| Saints Row 2                                      | Volition, Inc.                   | THQ                                    |
| Saints Row IV                                     | Volition, Inc.                   | Deep Silver                            |
| Saints Row: The Third                             | Volition, Inc.                   | THQ                                    |
| Samurai Shodown: Sen                              | SNK Playmore                     | SNK Playmore                           |
| Samurai Warriors 2                                | Omega Force                      | KOEI                                   |
| Samurai Warriors 2 Empires                        | Omega Force                      | KOEI                                   |
| Samurai Warriors 2 Xtreme Legends                 | Omega Force                      | KOEI                                   |
| Saw: The Videogame                                | Zombie Studios                   | Konami                                 |
| Saw II: Flesh & Blood                             | Zombie Studios                   | Konami                                 |
| SBK-08: Superbike World Championship              | Milestone                        | Koch Media                             |
| SBK-09: Superbike World Championship              | Milestone                        | Koch Media                             |
| SBK X: Superbike World Championship               | Milestone                        | Black Bean Games                       |
| Scene It? Box Office Smash                        | Krome Studios, Screenlife        | Microsoft Game Studios                 |
| Scene It? Bright Lights! Big Screen!              | Screenlife                       | Warner Bros. Interactive Entertainment |
| Scene It? Lights, Camera, Action                  | Screenlife                       | Microsoft Game Studios                 |
| SCORE International Baja 1000                     | Left Field Productions           | Activision                             |
| Secret Service                                    | Cauldron                         | Activision                             |
| Section 8                                         | TimeGate Studios                 | SouthPeak Games                        |
| Sega Rally Revo                                   | Sega Racing Studio               | Sega                                   |
| Sega Superstars Tennis                            | Sumo Digital                     | Sega                                   |
| The Serious Sam Collection                        | Croteam                          | Majesco Entertainment                  |
| Shadowrun                                         | FASA Interactive                 | Microsoft Game Studios                 |
| Shadows of the Damned                             | Grasshopper Manufacture          | Electronic Arts                        |
| Shaun White Skateboarding                         | Ubisoft Montreal                 | Ubisoft                                |
| Shaun White Snowboarding                          | Ubisoft Montreal                 | Ubisoft                                |
| Shellshock 2: Blood Trails                        | Rebellion Developments           | Eidos Interactive                      |
| Sherlock Holmes vs. Jack the Ripper               | Frogwares                        | Focus Home Interactive                 |
| Sherlock Holmes: Crimes & Punishments             | Frogwares                        | Focus Home Interactive                 |
| Shin Sangokumusou 4 Special                       | Omega Force                      | Koei                                   |
| Shooting Love, 200X                               | Triangle Service                 | Triangle Service                       |
| Shrek Forever After                               | XPEC Entertainment               | Activision                             |
| Shrek the Third                                   | 7 Studios                        | Activision                             |
| Silent Hill HD Collection                         | Konami                           | Konami                                 |
| Silent Hill: Downpour                             | Vatra Games                      | Konami                                 |
| Silent Hill: Homecoming                           | Konami                           | Konami                                 |
| The Simpsons Game                                 | Electronic Arts                  | Electronic Arts                        |
| De Sims 3                                         | The Sims Studio                  | Electronic Arts                        |
| De Sims 3: Beestenbende                           | The Sims Studio, Edge of Reality | Electronic Arts                        |
| Singularity                                       | The Sims Studio, Edge of Reality | Electronic Arts                        |
| skate.                                            | EA Canada                        | Electronic Arts                        |
| Skate 2                                           | EA Canada                        | Electronic Arts                        |
| Skate 3                                           | EA Canada                        | Electronic Arts                        |
| Ski-Doo: Snowmobile Challenge                     | Coldwood Interactive             | Crave Entertainment                    |
| Skylanders: Giants                                | Toys for Bob                     | Activision                             |
| Skylanders: Spyro's Adventure                     | Toys for Bob                     | Activision                             |
| Skylanders: Swap Force                            | Vicarious Visions                | Activision                             |
| Sleeping Dogs                                     | United Front Games               | Square Enix                            |
| Smash Court Tennis 3                              | Namco Bandai Games               | Namco Bandai Games                     |
| De Smurfen 2                                      | WayForward Technologies          | Ubisoft                                |
| Sneak King                                        | Blitz Games                      | King Games                             |
| Sniper: Ghost Warrior                             | City Interactive                 | City Interactive                       |
| Sniper: Ghost Warrior 2                           | City Interactive                 | City Interactive                       |
| Soldier of Fortune: Payback                       | Activision                       | Activision                             |
| Sonic & All-Stars Racing Transformed              | Sumo Digital                     | Sega                                   |
| Sonic & Sega All-Stars Racing                     | Sumo Digital                     | Sega                                   |
| Sonic Generations                                 | Sonic Team                       | Sega                                   |
| Sonic the Hedgehog                                | Sonic Team                       | Sega                                   |
| Sonic Unleashed                                   | Sonic Team                       | Sega                                   |
| Sonic's Ultimate Genesis Collection               | Backbone Entertainment           | Sega                                   |
| Soulcalibur IV                                    | Namco Bandai Games               | Namco Bandai Games                     |
| Soulcalibur V                                     | Namco Bandai Games               | Namco Bandai Games                     |
| South Park: The Stick of Truth                    | Obsidian Entertainment           | Ubisoft                                |
| Space Chimps                                      | Redtribe                         | Brash Entertainment                    |
| Spec Ops: The Line                                | Yager                            | 2K Games                               |
| Spectral Force 3: Innocent Rage                   | Idea Factory                     | Idea Factory                           |
| Spider-Man 3                                      | Treyarch                         | Activision                             |
| Spider-Man: Edge of Time                          | Beenox                           | Activision                             |
| Spider-Man: Friend or Foe                         | Next Level Games                 | Activision                             |
| Spider-Man: Shattered Dimensions                  | Beenox                           | Activision                             |
| Spider-Man: Web of Shadows                        | Shaba Games                      | Activision                             |
| The Spiderwick Chronicles                         | Sierra Entertainment             | Sierra Entertainment                   |
| Splatterhouse                                     | Bottlerocket Entertainment       | Namco Bandai Games                     |
| Split/Second                                      | Black Rock Studio                | Disney Interactive Studios             |
| SpongeBob SquarePants: Plankton's Robotic Revenge | Behaviour Interactive            | Activision                             |
| SpongeBob's Truth or Square                       | Heavy Iron Studios               | THQ                                    |
| SSX                                               | EA Canada                        | Electronic Arts                        |
| Star Ocean: The Last Hope                         | tri-Ace                          | Square Enix                            |
| Star Trek                                         | Mad Doc Software                 | Bethesda Softworks                     |
| Star Trek: Legacy                                 | Mad Doc Software                 | Bethesda Softworks                     |
| Star Wars: The Clone Wars – Republic Heroes       | Krome Studios                    | LucasArts                              |
| Star Wars: The Force Unleashed                    | LucasArts                        | LucasArts                              |
| Star Wars: The Force Unleashed II                 | LucasArts                        | LucasArts                              |
| Steins;Gate                                       | 5pb., Nitroplus                  | 5pb.                                   |
| Steins;Gate Double Pack                           | 5pb., Nitroplus                  | 5pb.                                   |
| Steins;Gate: Hiyoku Renri no Darling              | 5pb., Nitroplus                  | 5pb.                                   |
| Stoked                                            | Bongfish                         | Destineer                              |
| Stormrise                                         | Creative Assembly                | Sega                                   |
| Stranglehold                                      | Midway Games                     | Midway Games Success                   |
| Street Fighter IV                                 | Dimps                            | Capcom                                 |
| Street Fighter X Tekken                           | Capcom                           | Capcom                                 |
| Strike Witches: Shirogane no Tsubasa              | CyberFront                       | CyberFront                             |
| Stuntman: Ignition                                | Paradigm Entertainment           | THQ                                    |
| Summer Athletics 2009                             | 49Games                          | dtp entertainment                      |
| Summer Athletics: The Ultimate Challenge          | 49Games                          | dtp entertainment                      |
| Super Robot Wars XO                               | Namco Bandai Games               | Namco Bandai Games                     |
| Super Street Fighter IV                           | Dimps                            | Capcom                                 |
| Superman Returns                                  | EA Tiburon                       | Electronic Arts                        |
| Superstars V8 Racing                              | Milestone                        | Black Bean Games                       |
| Supremacy MMA                                     | Kung Fu Factory                  | 505 Games                              |
| Supreme Commander                                 | Hellbent Games                   | Aspyr Media                            |
| Supreme Commander 2                               | Gas Powered Games                | Square Enix                            |
| Surf's Up                                         | Ubisoft                          | Ubisoft                                |
| Swarm                                             | Hothead Games                    | Ignition Entertainment                 |
| Syndicate                                         | Starbreeze Studios               | Electronic Arts                        |

## T
| Titel                                          | Ontwikkelaar                         | Uitgever                   |
| ---------------------------------------------- | ------------------------------------ | -------------------------- |
| Tales of Vesperia                              | Namco Tales Studio                   | Namco Bandai Games         |
| Teenage Mutant Ninja Turtles                   | Magic Pockets                        | Activision                 |
| Tekken 6                                       | Namco Bandai Games                   | Namco Bandai Games         |
| Tekken Tag Tournament 2                        | Namco Bandai Games                   | Namco Bandai Games         |
| Tenchu Z                                       | K2 Interactive                       | From Software              |
| Tengai Makyou Ziria: Haruka naru Jipang        | Hudson Soft                          | Hudson Soft                |
| Terminator Salvation                           | GRIN Studios                         | Equity, Evolved Games      |
| Terraria                                       | Re-Logic, Engine Software            | 505 Games                  |
| Test Drive Unlimited                           | Eden Games                           | Atari                      |
| Test Drive Unlimited 2                         | Eden Games                           | Atari                      |
| Test Drive: Ferrari Racing Legends             | Evolved Games, Slightly Mad Studios  | Atari                      |
| The Testament of Sherlock Holmes               | Frogwares                            | Focus Home Interactive     |
| Tetris Evolution                               | Mass Media                           | THQ                        |
| Thief                                          | Eidos Montreal                       | Square Enix                |
| Thor: God of Thunder                           | Liquid Entertainment                 | Sega                       |
| Thrillville: Off the Rails                     | Frontier Developments                | LucasArts                  |
| Tiger Woods PGA Tour 06                        | EA Tiburon                           | EA Sports                  |
| Tiger Woods PGA Tour 07                        | EA Tiburon                           | EA Sports                  |
| Tiger Woods PGA Tour 08                        | EA Tiburon                           | EA Sports                  |
| Tiger Woods PGA Tour 09                        | EA Tiburon                           | EA Sports                  |
| Tiger Woods PGA Tour 10                        | EA Tiburon                           | EA Sports                  |
| Tiger Woods PGA Tour 11                        | EA Tiburon                           | EA Sports                  |
| Tiger Woods PGA Tour 12: The Masters           | EA Tiburon                           | EA Sports                  |
| Tiger Woods PGA Tour 13                        | EA Tiburon                           | EA Sports                  |
| Tiger Woods PGA Tour 14                        | EA Tiburon                           | EA Sports                  |
| Time Leap                                      | Front Wing                           | Prototype                  |
| TimeShift                                      | Saber Interactive                    | Vivendi Games              |
| Titanfall                                      | Respawn Entertainment                | Electronic Arts            |
| TMNT                                           | Ubisoft Quebec                       | Ubisoft                    |
| TNA Impact!                                    | Midway Studios – Los Angeles         | Midway Games               |
| Tom Clancy's EndWar                            | Ubisoft Shanghai                     | Ubisoft                    |
| Tom Clancy's Ghost Recon Advanced Warfighter   | Red Storm Entertainment              | Ubisoft                    |
| Tom Clancy's Ghost Recon Advanced Warfighter 2 | Red Storm Entertainment              | Ubisoft                    |
| Tom Clancy's Ghost Recon: Future Soldier       | Red Storm Entertainment              | Ubisoft                    |
| Tom Clancy's H.A.W.X.                          | Ubisoft Romania                      | Ubisoft                    |
| Tom Clancy's H.A.W.X. 2                        | Ubisoft Romania                      | Ubisoft                    |
| Tom Clancy's Rainbow Six: Vegas                | Ubisoft Montreal                     | Ubisoft                    |
| Tom Clancy's Rainbow Six: Vegas 2              | Ubisoft Montreal                     | Ubisoft                    |
| Tom Clancy's Splinter Cell: Blacklist          | Ubisoft Toronto                      | Ubisoft                    |
| Tom Clancy's Splinter Cell: Conviction         | Ubisoft Montreal                     | Ubisoft                    |
| Tom Clancy's Splinter Cell: Double Agent       | Ubisoft Shanghai                     | Ubisoft                    |
| Tomb Raider                                    | Crystal Dynamics                     | Square Enix                |
| Tomb Raider: Anniversary                       | Crystal Dynamics                     | Eidos Interactive          |
| Tomb Raider: Legend                            | Crystal Dynamics                     | Eidos Interactive          |
| Tomb Raider: Underworld                        | Crystal Dynamics                     | Eidos Interactive          |
| Tomoyo After: It's a Wonderful Life CS Edition | Key                                  | Prototype                  |
| Tony Hawk's American Wasteland                 | NeverSoft                            | Activision                 |
| Tony Hawk's Project 8                          | NeverSoft                            | Activision                 |
| Tony Hawk's Proving Ground                     | NeverSoft                            | Activision                 |
| Tony Hawk: Ride                                | Robomodo                             | Activision                 |
| Tony Hawk: Shred                               | Robomodo                             | Activision                 |
| Too Human                                      | Silicon Knights                      | Microsoft Game Studios     |
| Top Gun: Hard Lock                             | Headstrong Games                     | 505 Games                  |
| Top Spin 2                                     | Indie Built                          | 2K Sports                  |
| Top Spin 3                                     | PAM Development                      | 2K Sports                  |
| Top Spin 4                                     | 2K Czech                             | 2K Sports                  |
| Tornado Outbreak                               | Loose Cannon Studios                 | Konami                     |
| Tour de France 2011                            | Cyanide                              | Focus Home Interactive     |
| Tour de France 2012                            | Cyanide                              | Focus Home Interactive     |
| Tour de France 2013: 100 Edition               | Cyanide                              | Focus Home Interactive     |
| Toy Story 3: The Video Game                    | Avalanche Software                   | Disney Interactive Studios |
| Toy Story Mania!                               | Papaya Studio, High Voltage Software | Disney Interactive Studios |
| Transformers: Fall of Cybertron                | High Moon Studios                    | Activision                 |
| Transformers: Revenge of the Fallen            | Luxoflux                             | Activision                 |
| Transformers: Rise of the Dark Spark           | Edge of Reality                      | Activision                 |
| Transformers: The Game                         | Traveller's Tales                    | Activision                 |
| Transformers: War for Cybertron                | High Moon Studios                    | Activision                 |
| Trivial Pursuit: The Video Game                | Electronic Arts                      | Electronic Arts            |
| Tron: Evolution                                | Propaganda Games                     | Disney Interactive Studios |
| Tropico 3                                      | Haemimont Games                      | Kalypso Media              |
| Tropico 4                                      | Haemimont Games                      | Kalypso Media              |
| Tropico 5                                      | Haemimont Games                      | Kalypso Media              |
| Turning Point: Fall of Liberty                 | Spark Unlimited                      | Codemasters                |
| Turbo: Super Stunt Squad                       | Monkey Bar Games                     | D3 Publisher               |
| Turok                                          | Propaganda Games                     | Buena Vista Games          |
| Twister Mania                                  | Naked Sky Entertainment              | Majesco Entertainment      |
| Two Worlds                                     | Reality Pump Studios                 | SouthPeak Interactive      |
| Two Worlds II                                  | Reality Pump Studios                 | SouthPeak Interactive      |

## U
| Titel                           | Ontwikkelaar       | Uitgever        |
| ------------------------------- | ------------------ | --------------- |
| uDraw Pictionary                | Page 44 Studios    | THQ             |
| UEFA Champions League 2006-2007 | HB Studios         | Electronic Arts |
| UEFA Euro 2008                  | HB Studios         | Electronic Arts |
| UFC 2009 Undisputed             | Yuke's             | THQ             |
| UFC Undisputed 2010             | Yuke's             | THQ             |
| UFC Undisputed 3                | Yuke's             | THQ             |
| Ultimate Marvel vs. Capcom 3    | Capcom             | Capcom          |
| Ultra Street Fighter IV         | Capcom             | Capcom          |
| Universe at War: Earth Assault  | Petroglyph Games   | Sega            |
| Unreal Tournament 3             | Epic Games         | Midway Games    |
| Up                              | Heavy Iron Studios | THQ             |

## V
| Titel                            | Ontwikkelaar      | Uitgever               |
| -------------------------------- | ----------------- | ---------------------- |
| Vampire Rain                     | Artoon            | AQ Interactive         |
| Vancouver 2010                   | Eurocom           | Gamecock Media Group   |
| Vanquish                         | Replay Studios    | Gamecock Media Group   |
| Velvet Assassin                  | Replay Studios    | Gamecock Media Group   |
| Venetica                         | Deck 13           | DTP Entertainment      |
| Viking: Battle for Asgard        | Creative Assembly | Sega                   |
| Virtua Fighter 5 Online          | Sega AM2          | Sega                   |
| Virtua Tennis 2009               | Sumo Digital      | Sega                   |
| Virtua Tennis 3                  | Sumo Digital      | Sega                   |
| Virtua Tennis 4                  | SEGA-AM3          | Sega                   |
| Viva Piñata                      | Rare Ltd.         | Microsoft Game Studios |
| Viva Piñata: Party Animals       | Krome Studios     | Microsoft Game Studios |
| Viva Piñata: Trouble in Paradise | Rare Ltd.         | Microsoft Game Studios |

## W
| Titel                                                       | Ontwikkelaar                 | Uitgever                               |
| ----------------------------------------------------------- | ---------------------------- | -------------------------------------- |
| W.L.O. Sekai Renai Kikō                                     | 5pb., Akabeisoft2            | 5pb.                                   |
| The Walking Dead                                            | Telltale Games               | Telltale Games                         |
| The Walking Dead: Season Two                                | Telltale Games               | Telltale Games                         |
| The Walking Dead: Survival Instinct                         | Terminal Reality             | Activision                             |
| WALL-E                                                      | Heavy Iron Studios           | THQ                                    |
| Wanted: Weapons of Fate                                     | GRIN                         | Warner Bros. Interactive Entertainment |
| Warhammer 40,000: Space Marine                              | Relic Entertainment          | THQ                                    |
| Warhammer: Battle March                                     | Namco Bandai Games           | Namco Bandai Games                     |
| Warriors: Legends of Troy                                   | Tecmo Koei Canada            | Tecmo Koei                             |
| Warriors Orochi                                             | Omega Force                  | KOEI                                   |
| Warriors Orochi 2                                           | Omega Force                  | KOEI                                   |
| Warriors Orochi 3                                           | Omega Force                  | Tecmo Koei                             |
| WarTech: Senko No Ronde                                     | G.rev                        | Ubisoft                                |
| Watch Dogs                                                  | Ubisoft Montreal             | Ubisoft                                |
| Watchmen: The End Is Nigh Deel 1 & 2                        | Deadline Games               | Warner Bros. Interactive Entertainment |
| Way of the Samurai 3                                        | Deadline Games               | Warner Bros. Interactive Entertainment |
| Wet                                                         | Artificial Mind and Movement | Bethesda Softworks                     |
| Wheel of Fortune                                            | Pipeworks Software           | THQ                                    |
| Wheelman                                                    | Tigon Studios                | Midway Games                           |
| Where the Wild Things Are                                   | Amaze Entertainment          | Warner Bros. Interactive Entertainment |
| Winter Sports 2: The Next Challenge                         | 49 Games                     | Conspiracy Entertainment               |
| The Witcher 2: Assassins of Kings                           | CD Projekt RED               | Namco Bandai                           |
| The Wolf Among Us                                           | Telltale Games               | Telltale Games                         |
| Wolfenstein                                                 | Raven Software               | Activision                             |
| Wolfenstein: The New Order                                  | MachineGames                 | Bethesda Softworks                     |
| World Championship Poker: Featuring Howard Lederer "All In" | Crave Entertainment          | Crave Entertainment                    |
| World Snooker Championship 2007                             | Blade Interactive            | Sega Europe                            |
| World Series of Poker 2008: Battle for the Bracelets        | Left Field Productions       | Activision                             |
| World Series of Poker: Tournament of Champions              | Left Field Productions       | Activision                             |
| Worms Collection                                            | Team17                       | Maximum Games                          |
| WRC: FIA World Rally Championship                           | Milestone S.r.l.             | Black Bean Games                       |
| WRC 4: FIA World Rally Championship                         | Milestone S.r.l.             | Black Bean Games                       |
| Wrestle Kingdom                                             | Yuke's                       | Yuke's                                 |
| WSC REAL 09: World Snooker Championship                     | Blade Interactive            | Koch Media                             |
| WWE '12                                                     | Yuke's                       | THQ                                    |
| WWE '13                                                     | Yuke's                       | THQ                                    |
| WWE 2K14                                                    | Yuke's                       | 2K Sports                              |
| WWE All Stars                                               | THQ San Diego                | THQ                                    |
| WWE Legends of WrestleMania                                 | Yuke's                       | THQ                                    |
| WWE SmackDown vs. Raw 2007                                  | Yuke's                       | THQ                                    |
| WWE SmackDown vs. Raw 2008                                  | Yuke's                       | THQ                                    |
| WWE SmackDown vs. Raw 2009                                  | Yuke's                       | THQ                                    |
| WWE SmackDown vs. Raw 2010                                  | Yuke's                       | THQ                                    |
| WWE SmackDown vs. Raw 2011                                  | Yuke's                       | THQ                                    |

## X Y Z
| Titel                             | Ontwikkelaar                                                                               | Uitgever                               |
| --------------------------------- | ------------------------------------------------------------------------------------------ | -------------------------------------- |
| X-Blades                          | Gaijin Entertainment                                                                       | TopWare Interactive                    |
| X-Men: Destiny                    | Silicon Knights                                                                            | Activision                             |
| X-Men Origins: Wolverine          | Raven Software                                                                             | Activision                             |
| X-Men: The Official Game          | Z-Axis                                                                                     | Activision                             |
| Xbox Live Arcade Unplugged Vol. 1 | PopCap Games, Bizarre Creations, Silver Creek, NinjaBee, TikGames, Reflexive Entertainment | Microsoft Game Studios                 |
| XCOM: Enemy Unknown               | Firaxis Games                                                                              | 2K Games                               |
| XCOM: Enemy Within                | Firaxis Games                                                                              | 2K Games                               |
| Yaiba: Ninja Gaiden Z             | Team Ninja, Spark Unlimited, Comcept                                                       | Tecmo Koei                             |
| You Don't Know Jack               | Jellyvision Games                                                                          | THQ                                    |
| You're in the Movies              | Zoë Mode                                                                                   | Codemasters                            |
| Young Justice: Legacy             | Freedom Factory Studios                                                                    | Warner Bros. Interactive Entertainment |
| Zegapain NOT                      | Namco Bandai Games                                                                         | Namco Bandai Games                     |
| Zegapain XOR                      | Cavia                                                                                      | Namco Bandai Games                     |
| Zoids Assault                     | Atlus                                                                                      | Tomy                                   |
| Zoids Infinity EX Neo             | Tomy                                                                                       | Tomy                                   |
| Zone of the Enders HD Collection  | Kojima Productions, High Voltage Software, Hexa Drive                                      | Konami                                 |
| Zoo Tycoon                        | Frontier Developments                                                                      | Microsoft Game Studios                 |
| Zuma's Revenge                    | PopCap Games                                                                               | PopCap Games                           |